# Football Club de Nantes
Vous lisez un « article de qualité » labellisé en 2010.  Il fait partie d'un « bon thème ».
Pour les articles homonymes, voir FCN et Les Canaris.
Maillots
Actualités
Dernière mise à jour : 14 juillet 2025.
Le Football Club de Nantes, abrégé en FC Nantes, est un club de football français fondé en 1943 et situé à Nantes.
Le club est fondé par Jean Le Guillou et Marcel Saupin, par la fusion de cinq clubs nantais dans le but d'intégrer l'élite du football français. Il compte huit titres de champion de France et quatre Coupes de France, ce qui constitue l'un des meilleurs palmarès du football français.
Le FC Nantes est connu pour avoir développé, sous l'égide de José Arribas et de ses disciples Jean-Claude Suaudeau et Raynald Denoueix et grâce au talent de joueurs comme Philippe Gondet, Henri Michel, Maxime Bossis, ou encore Japhet N'Doram, un jeu vif et technique fondé sur le mouvement collectif et la rapidité d'exécution surnommé « jeu à la nantaise » par la presse et le public. À ce titre, les équipes du milieu des années 1960, de 1983 ou encore de 1995 sont particulièrement réputées.
Le FC Nantes est également réputé pour son centre de formation installé depuis 1978 à la Jonelière sur la commune de La Chapelle-sur-Erdre, dans le Nord de l'agglomération nantaise. De nombreux internationaux français en sont issus dont les champions du monde Didier Deschamps, Marcel Desailly, Christian Karembeu, ainsi que Mickaël Landreau. Le club joue sans interruption en première division de 1963 à 2007, établissant un record de 44 saisons d'affilée (record battu en 2019 par le Paris Saint-Germain).
D'abord résident du stade Malakoff, devenu stade Marcel-Saupin en 1965, le FC Nantes utilise depuis 1984 le stade de la Beaujoire - Louis Fonteneau, le dixième plus grand en France à l'heure actuelle.
Le club est présidé par Waldemar Kita depuis 2007 et l'équipe professionnelle est entraînée par Luis Castro depuis le 16 Juin 2025. L'équipe première évolue en championnat de Ligue 1 depuis la saison 2013-2014.

## Historique

### De la création à l'accession en Division 1 (1943-1963)
Le Football Club de Nantes est fondé au printemps 1943 par la fusion de cinq clubs de football de la ville, la Saint-Pierre de Nantes, le Stade nantais UC, l’AC Batignolles, l'ASO nantaise et la Mellinet, avec pour ambition de rejoindre l'élite nationale,. L'équipe première de la Saint-Pierre de Nantes, principal club amateur de la ville, sert de base à la fusion et un membre de son comité directeur, Marcel Braud, prend logiquement la présidence de ce nouveau club,. Le club, dont les fondateurs Jean Le Guillou et Marcel Saupin sont connus pour leur collaboration avec l'occupant, a pour principes fondateurs de « développer, par la pratique du football, les forces physiques et morales des jeunes gens et pour créer entre tous les membres, des liens d’amitié et de solidarité ». Dès la Libération, le sport devient la seule raison d'être du Football Club de Nantes.
Inscrit en championnat de Division d'Honneur Ouest, premier échelon régional, le FC Nantes termine à la deuxième place en 1944 et à la première place en 1945,. Le 9 septembre 1944, Jean Le Guillou est arrêté par les FFI et Marcel Saupin prend la présidence du club la même année,.
Le club accède au statut professionnel en 1945 et intègre la deuxième division, avec dans son effectif une majorité de joueurs issus de l'ancienne Saint-Pierre de Nantes, renforcée par plusieurs joueurs expérimentés. Jusqu'au début des années 1950, le club stagne en milieu de classement, avec même une saison 1949-1950 catastrophique qui voit le club finir à l'avant-dernière place du classement et être repêché au dernier moment.
À la fin de la saison 1951, la municipalité verse une subvention qui permet au club d'engager un entraîneur réputé en la personne d'Émile Veinante. Le club a désormais l'ambition d'évoluer le plus rapidement possible en Division 1. Lors de la saison 1951-1952 le club rate de peu la montée en finissant quatrième. À la suite de résultats moyens, Émile Veinante démissionne en 1955 : il est remplacé par Antoine Raab, qui bénéficie des renforts des Néerlandais Gerrit Vreken et Jan van Geen, considérés comme les premières vedettes du club. Pourtant la situation empire et lors de la saison 1955-1956, le club évite de peu la relégation en terminant à la dernière place non-relégable. Raab est démis de ses fonctions à deux journées de la fin du championnat et remplacé par le Polonais Stanislas Staho, capitaine de l'équipe qui devient par conséquent entraîneur-joueur.
Louis Dupal est recruté la saison suivante avec pour objectif de monter enfin en première division, mais les résultats ne suivent toujours pas malgré un recrutement important. Jean Clerfeuille remplace Marcel Saupin à la présidence pendant cette période, tandis que Karel Michlowski remplace Dupal au début de la saison 1959-1960 et que le club enregistre les arrivées des internationaux Daniel Carpentier et René Dereuddre. Lors de cette saison le club est champion d'automne avant de plonger au classement jusqu'à la huitième place. Dans la foulée Michlowski quitte le club, estimant ne pas disposer des moyens dont il a besoin,.
Alors que les candidatures au poste d'entraîneur sont nombreuses, le président nantais choisit pour des raisons budgétaires celle de José Arribas, entraîneur du club amateur de Noyen-sur-Sarthe. Dès son arrivée, il révolutionne le système de jeu de l'équipe en abandonnant un système à quatre lignes de joueurs pour le 4-2-4, et en demandant à ses joueurs d'appliquer des principes de jeu simples, tournés vers le collectif et l'offensive. Il termine sa première saison à la 11e place.
En 1960-1961, Nantes participe à l'éphémère Coupe anglo-franco-écossaise, perdant contre Liverpool 7-1 en score cumulé.
Pour sa deuxième saison au club, il s'occupe du recrutement et fait venir des joueurs recalés par des clubs plus prestigieux, comme Philippe Gondet, qui deviendront plus tard des vedettes. Le club termine à la sixième place. Les résultats en début de saison 1962-1963 sont décevants, de sorte que José Arribas est tout proche d'être renvoyé. Il faut que certains de ses joueurs fassent pression sur la direction pour le sauver,. L'équipe nantaise est finalement sacrée championne d'automne 1962, quelques mois avant d'obtenir sa promotion en Division 1. Celle-ci est officialisée le 1er juin 1963 après une victoire sur le FC Sochaux-Montbéliard (3-1). Le club abandonne cependant le titre de champion à l'AS Saint-Étienne.

### L'ère José Arribas: les premiers titres (1963-1976)
Pour sa première saison dans l'élite, le FC Nantes bouleverse son effectif, avec le recrutement de nombreux jeunes joueurs comme Jacky Simon en provenance de l'AS Cherbourg. Le club joue son premier match de première division contre l'UA Sedan-Torcy le 1er septembre 1963 : malgré l'ouverture du score de Jacky Simon à la 11e minute, premier but du FC Nantes dans l'élite, la rencontre se termine sur le score de 2-2. Les Nantais terminent finalement à la huitième place au classement, assurant ainsi largement leur maintien.
La saison suivante est celle de l'apothéose pour la méthode Arribas. Le club remporte son premier titre de champion de France. Le trophée est remporté après une victoire (2-1) sur l'AS Monaco devant 20 000 spectateurs. Jacky Simon, meilleur buteur du championnat avec vingt-quatre réalisations, devient le premier joueur du FC Nantes à porter le maillot de l'équipe de France. Le club complète son palmarès avec une victoire en Coupe de la Ligue et dans le Challenge des champions.
La saison suivante est celle de la confirmation pour le Football Club de Nantes qui, en plus de conserver son titre de champion de France, termine la saison avec la meilleure défense (36 buts), la meilleure attaque (84 buts) et le titre de meilleur buteur pour Philippe Gondet (avec 36 réalisations en 37 matchs de championnat). Néanmoins le club perd en finale de la coupe de France contre le RC Strasbourg (0-1) et perd au premier tour de la coupe des clubs champions européens contre les Yougoslaves du Partizan Belgrade, futur finaliste de la compétition. À l'issue de cette saison, trois Nantais (De Michèle, Gondet et Budzynski) participent à la coupe du monde 1966 en Angleterre sous les couleurs de l'équipe de France.
Plusieurs cadres, comme Ramon Muller, quittent le club à l'intersaison. Malgré les arrivées de futurs cadres comme Henri Michel, le club n'accroche que la deuxième place au classement et est éliminé en huitième de finale de la coupe d'Europe par les Écossais du Celtic Glasgow, futurs vainqueurs. Les saisons suivantes ne sont pas plus brillantes : les défenseurs recrutés ne s'adaptent pas au système en zone prôné par Arribas et le club voit deux cadres arrêter leur carrière sur blessure (le gardien de but Daniel Eon mi-1968, puis Budzynski quelques mois plus tard). Les Nantais terminent à la septième place, puis à deux reprises à la dixième position du championnat. Lors de la saison 1970, le FC Nantes parvient pour la deuxième fois de son histoire en finale de coupe de France contre l'AS Saint-Étienne, mais la fête se transforme en déroute (0-5) sur la pelouse du stade olympique de Colombes.
En parallèle, le FC Nantes se structure progressivement et met en place un « foyer de jeunes », embryon de centre de formation. Les anciens joueurs Jean-Claude Suaudeau et Robert Budzynski entrent dans l'organigramme du club, chargés par José Arribas d'inculquer aux jeunes les principes du « jeu à la nantaise »,. En même temps, le club recrute des jeunes prometteurs comme Patrice Rio et la tactique de l'équipe évolue pour devenir un 4-3-3. Ces changements permettent au club de terminer respectivement aux troisième et septième places au classement en 1971 et 1972. Cet été-là, un important effort de recrutement permet les arrivées des Argentins Ángel Marcos et Hugo Bargas, élu sportif argentin de l'année la saison précédente, ainsi que de l'Allemand Erich Maas en provenance du Bayern de Munich. L'effet est positif puisque le FC Nantes remporte le troisième titre de champion de France de son histoire. Une défaite en finale de la coupe de France contre l'Olympique lyonnais prive les Nantais d'un premier doublé coupe-championnat.
La saison suivante débute par une grosse désillusion, avec l'élimination des Nantais au premier tour de la coupe des clubs champions européens par les amateurs danois du Vejle BK. L'absence de résultats satisfaisants du club en compétition européenne est une constante lors des saisons suivantes. En France, le club occupe le haut du classement sans parvenir à mettre à mal la domination stéphanoise. En 1976, les dirigeants décident de ne proposer qu'une seule année de prolongation de contrat à l'entraîneur José Arribas, qui préfère alors quitter le club pour rejoindre l'Olympique de Marseille.

### L'ère Vincent et Suaudeau, dans la continuité (1976-1988)
Pour succéder à José Arribas, les dirigeants décident de recruter un entraîneur expérimenté en la personne de Jean Vincent. Il a notamment pour mission d'étoffer le palmarès nantais avec des victoires en coupes de France et d'Europe. Dès le début de la saison, il surprend les observateurs en écartant les deux vedettes de l'équipe (Robert Gadocha et Yves Triantafilos) qu'il juge en méforme. Il aligne à leur place en attaque Bruno Baronchelli, Eric Pécout et Loïc Amisse, joueurs de l'équipe de France olympique formés au club, puis fait confiance à plusieurs autres jeunes formés à la méthode nantaise. Le pari est gagné : le club est champion de France en 1977 pour la quatrième fois de son histoire. La saison suivante, le club termine deuxième derrière l'AS Monaco et est éliminé par l'Atletico Madrid en coupe d'Europe.
En 1978, le club inaugure à la Jonelière un grand centre d'entraînement abritant notamment un centre de formation particulièrement avancé pour l'époque.
La saison 1978-1979 commence mal avec une attaque qui déçoit. Jean-Claude Suaudeau est alors promu conseiller de Jean Vincent et leur collaboration va permettre à l'équipe de remonter au classement jusqu'à la deuxième place, à deux points du champion, le RC Strasbourg. Mais surtout le club va gagner sa première Coupe de France en battant en finale l'équipe de Division 2 l'AJ Auxerre sur le score de 4-1 (a.p.).
À l'été 1979, l'Argentin Enzo Trossero est recruté pour pallier le départ d'Omar Sahnoun, tandis que plusieurs jeunes intègrent l'équipe première comme José Touré et William Ayache. Le club remporte son cinquième titre de champion de France et se hisse en demi-finale de la coupe d'Europe des vainqueurs de coupe, où après avoir écarté notamment les Roumains du Steaua Bucarest et les Soviétiques du Dynamo Moscou, les Nantais sont éliminés par les Espagnols du Valence CF. Les Nantais entretiennent alors une invincibilité à domicile qu'ils portent à quatre-vingt-douze matchs, jusqu'à une défaite face à l'AJ Auxerre la saison suivante. Le club, qui s'est incliné face à l'Inter Milan en coupe d'Europe, termine alors à la deuxième place.
De plus en plus contesté, Jean Vincent reste malgré tout en poste et parvient à recruter l'un des meilleurs attaquants d'Europe, le Yougoslave Vahid Halilhodžić. L'adaptation difficile de ce dernier au jeu en mouvement du FC Nantes pénalise l'équipe, qui ne termine qu'à la sixième place du championnat et connaît de nouvelles désillusions en coupe d'Europe et coupe de France. Jean Vincent quitte le club en cours de saison 1981-1982, pour devenir sélectionneur du Cameroun.
Jean-Claude Suaudeau, ancien joueur du club, proche d'Arribas et entraîneur de l'équipe réserve depuis 1969, prend la relève en appliquant les principes de jeu qui ont fait le succès de l'équipe des années 1960. Son équipe repose en particulier sur une défense solide et vive en contre, dirigée par le capitaine Maxime Bossis, sur l'apport physique de Seth Adonkor qui préfigure les milieux récupérateurs modernes, sur Halilhodžić, entouré de Baronchelli et Amisse, ainsi que sur José Touré, auquel sa technique et son style valent le surnom du « Brésilien ».
Le FCN est champion pour la sixième fois en 1983 mais manque de nouveau le doublé coupe-championnat, à l'issue d'une finale exceptionnelle qui voit José Touré marquer un but d'anthologie, finalement remportée par le Paris Saint-Germain (3-2). Ensuite le club déçoit en championnat (6e en 1984) ainsi qu'en coupe d'Europe. C'est cette saison qu'est inauguré le stade de la Beaujoire, construit pour l'Euro 84,.
Le club, qui termine deuxième du championnat en 1985, ne peut plus lutter financièrement et voit ses meilleurs joueurs quitter le club comme Maxime Bossis qui part au Matra Racing ; le recrutement n'est pas à la hauteur malgré l'arrivée de l'Argentin Jorge Burruchaga qui devient champion du monde l'année suivante. Le club termine à nouveau deuxième de Division 1 en 1986 et fait un bon parcours en coupe de l'UEFA, seulement éliminé par l'Inter de Milan. L'année suivante des cadres comme José Touré, Halilhodžić et Ayache s'en vont.
Max Bouyer, le nouveau président du club intronisé en décembre 1986, recrute des joueurs à prix d'or comme Mo Johnston et Frankie Vercauteren qui se révèlent être des déceptions. L'arrivée de plusieurs jeunes joueurs comme Didier Deschamps ne suffisent pas à équilibrer les départs ; de plus Burruchaga se blesse gravement et est écarté des terrains. Le club chute au classement avec une 12e place en 1987 et une 10e place l'année suivante. Suaudeau est jugé responsable de ces mauvaises performances et est démis de ses fonctions par le président du club.

### De la crise au renouveau (1988-2004)
Le président Max Bouyer décide de changer d'entraîneur, engageant le Croate Miroslav Blažević, et finance une politique de recrutement coûteuse ; Maxime Bossis fait même son retour à 35 ans,, tandis que les jeunes joueurs sont vendus dès qu'ils représentent une valeur marchande, comme c'est le cas pour Didier Deschamps. Cette période se conclut par de graves difficultés financières. En 1992, le FC Nantes frôle la rétrogradation administrative et est finalement sauvé après une restructuration, illustrée par un changement de nom (le club devient FC Nantes Atlantique).
Suaudeau retrouve le poste d'entraîneur à partir de 1991 et, compte tenu des difficultés financières du club, décide de faire confiance aux jeunes joueurs formés sous sa direction et celle de Raynald Denoueix, directeur du centre de formation depuis 1982. Marcel Desailly quitte le FC Nantes, mais l'équipe connaît pour le reste une certaine stabilité qui lui permet de développer de nouveau un jeu séduisant reposant sur les automatismes et l'entraînement collectif. Le « jeu à la nantaise » comme on l'appelle bientôt, est caractérisé durant cette période par son aspect direct et la rapidité de transmission, notamment grâce aux passes sans contrôle. Cette équipe, particulièrement forte sur le plan athlétique, avec Patrice Loko, Christian Karembeu, Claude Makélélé et Nicolas Ouédec, et éclairée par l'apport technique de Japhet N'Doram et Reynald Pedros, parvient en finale de coupe de France 1993 (de nouveau perdue contre le Paris Saint-Germain) avant de dominer le championnat de France 1995. Elle remporte alors le septième titre du club, réalisant un record de trente-deux matches d'affilée sans défaite. L'équipe est alors célèbre pour le « tarif maison », une victoire à domicile par 3 buts à 0 (le FCN marquant trois buts lors de dix de ses dix-neuf matches à domicile). Cette même équipe, hormis Karembeu et Loko vendus dès l'été, parvient en demi-finale de Ligue des champions l'année suivante, mais perd face à la Juventus (4-3 sur les deux rencontres).

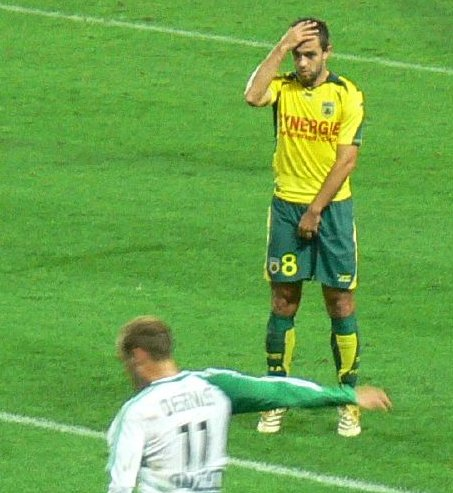
Frédéric Da Rocha (1995-2009).

Vexé par les départs successifs de ses meilleurs joueurs, Suaudeau quitte le club en 1997 et laisse la place à Raynald Denoueix. Sous les ordres de ce dernier, Nantes et son équipe de jeunes joueurs en grande partie formés au club remporte successivement deux coupes de France (en 1999 et 2000) et le championnat de France 2001, son huitième et dernier titre à ce jour. Ces résultats sont obtenus grâce aux mêmes principes de jeu, appliqués dans un style proche du toque colombien, avec des joueurs techniques, au gabarit souvent léger (Olivier Monterrubio, Éric Carrière, Stéphane Ziani). Après deux saisons moyennes avec Ángel Marcos au poste d'entraîneur, la saison 2003-2004 est plutôt réussie. Entraînée par Loïc Amisse, l'équipe atteint la sixième place de L1 et réalise un bon parcours dans les coupes : le FCN atteint les demi-finales de la Coupe de France et dispute la finale de la Coupe de la Ligue face au FC Sochaux, perdue de justesse lors de la séance des tirs au but après une panenka manquée de Mickaël Landreau. Le style de jeu dit « à la nantaise » est peu à peu mis de côté par le club, voire oublié.

### Les années noires (2005-2013)
Le club connait lors de la saison 2004-2005 de grosses difficultés, et les hommes de Serge Le Dizet se sauvent de façon heureuse lors de l'ultime journée, à la faveur d'une victoire sur Metz tandis que Caen s'inclinait sur le terrain du FC Istres, pourtant bon dernier. Après une nouvelle saison 2005-2006 difficile, le gardien emblématique Mickaël Landreau et le milieu de terrain Jérémy Toulalan quittent le club. La saison 2006-2007 est catastrophique : les dirigeants Serge Dassault et Rudi Roussillon ne parviennent pas à renverser la tendance et le recrutement se révèle désastreux (Christian Wilhelmsson, Vladimir Stojković,
, Nourdin Boukhari qui sont trois des cinq recrues estivales repartent dès le mercato d'hiver où arrivent Fabien Barthez, Jaouad Zaïri, Luigi Pieroni qui ne resteront aussi que six mois). Dernier, le club est relégué pour la première fois de son histoire, après 44 saisons en première division. Lors de la réception de Toulouse lors de la 37e journée, les supporters excédés par la gestion du club et la descente en Ligue 2 envahissent le terrain à quelques minutes de la fin alors que le score est de 0-0,. La ligue donnera le match gagné à Toulouse.
Le club est revendu à l'été 2007 à l'homme d'affaires Waldemar Kita. Ce dernier ne parvient pas à rétablir la stabilité du club : l'effectif est bouleversé année après année, et alors que le club n'a connu que cinq entraîneurs entre 1960 et 2000, Gernot Rohr est à l'été 2009 le dixième de la décennie. Malgré un retour en première division à l'issue de la saison 2007-2008 sous la houlette de Michel Der Zakarian, les Nantais sont de nouveau relégués en 2008-2009, dans un climat de décadence souligné par les anciens du club,,.
La saison 2009-2010 est l'une des plus noires de l'histoire du FCN, pourtant favori à la remontée en Ligue 1 : après un bon début de saison (le club ne compte qu'une seule défaite après les douze premières journées), l'équipe encaisse une défaite (4-0) au Havre AC puis est humiliée par l'Union sportive concarnoise, club de CFA 2 (3-0) dès son entrée en lice en coupe de France. L'équipe sombre progressivement et se retrouve à la huitième place à la trêve, quand Jean-Marc Furlan est nommé au poste d'entraîneur. Les résultats ne s'améliorent pas et Baptiste Gentili est nommé à son tour en février. Le club termine finalement à une piètre quinzième place, à seulement deux points du premier relégable (l'EA Guingamp). Les supporters désabusés réclament le départ du président Kita, dont la gestion du club est fortement remise en cause. Sous l'impulsion de Samuel Fenillat, un nouveau staff se met en place depuis le début de saison 2010 - 2011 avec Loïc Amisse et Stéphane Ziani. Gentilli puis Anziani feront la saison avec une équipe rajeunie, entourés de quelques cadres plus expérimentés comme Mathéus Vivian et Bruno Cheyrou. Cette saison est encore une fois catastrophique et Nantes frôle là encore le National. Malgré des résultats loin des attentes de tous, le FC Nantes continue l'aventure pour 2011-2012 en Ligue 2, mais cette saison se révèle aussi mitigée.

### Le retour en Ligue 1 et milieu de tableau (2013-2020)

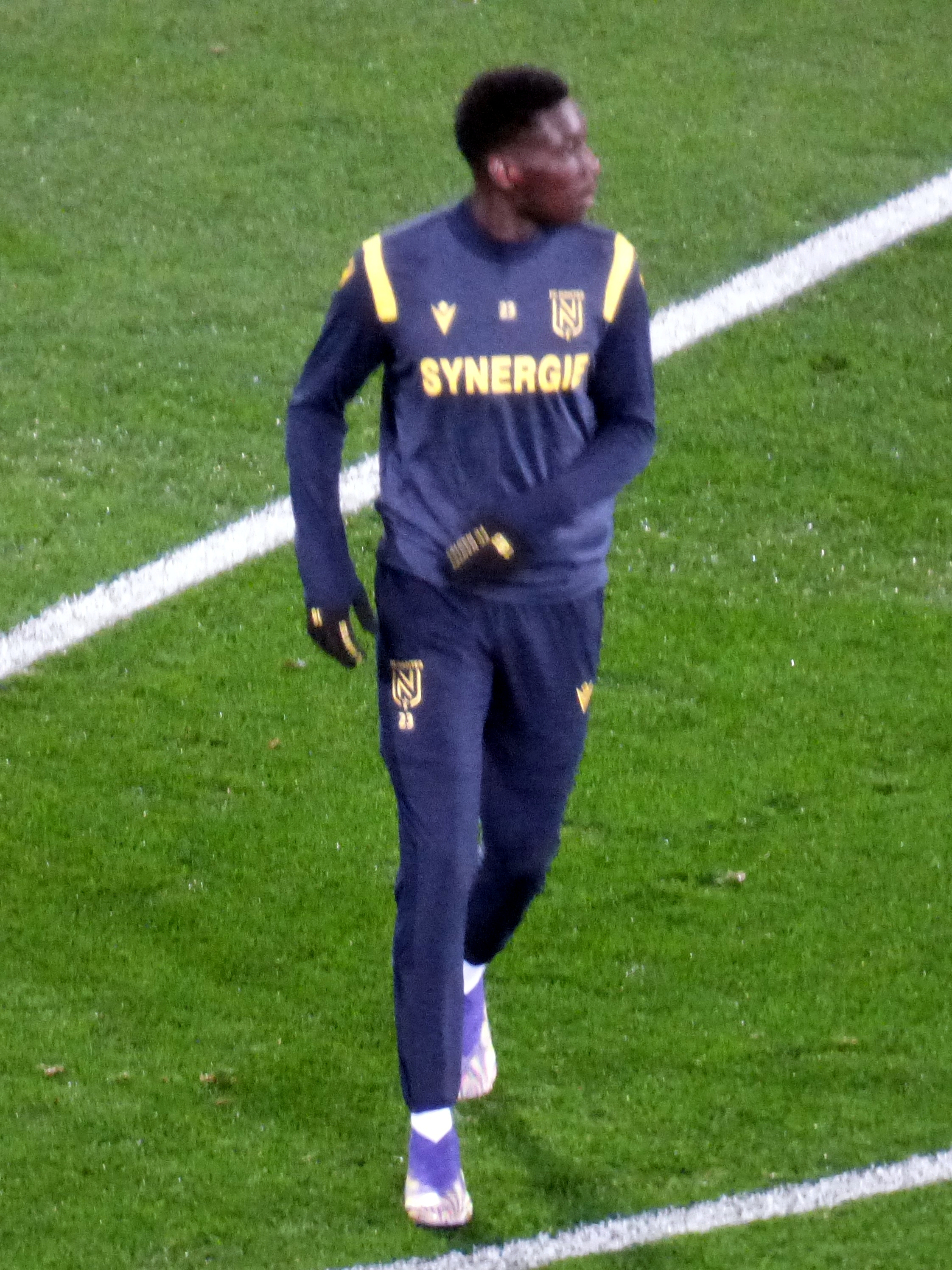
Randal Kolo Muani honore sa première sélection face à l'Autriche le 22 septembre 2022.

La saison 2012-2013 voit le retour de Michel Der Zakarian au poste d'entraîneur, artisan de la dernière montée du club. Le club démarre bien la saison et s'offre même le titre honorifique de champion d'automne. Lors de la deuxième partie de saison, l'équipe confirme (notamment grâce à Filip Djordjevic, qui effectue sa meilleure saison avec 20 buts en championnat) et le club remonte enfin en Ligue 1, l'année de ses 70 ans. Cette saison marque un regain d'intérêt des supporters : trois matches à la Beaujoire se jouent à guichets fermés, respectivement contre Angers, Monaco et Sedan, dernier match à domicile au cours duquel Nantes officialise sa montée, voyant le terrain envahi de manière spontanée et festive par les supporters nantais.
Le retour des Canaris en Ligue 1 commence par une victoire 2-0 à domicile contre Bastia lors de la première journée. Le club obtient d'excellents résultats pendant la première partie de saison, conserve la quatrième place pendant quatre journées consécutives et remporte des victoires de prestige à l'extérieur contre ses rivaux (0-3 à Bordeaux, 1-3 à Rennes et 0-1 à Marseille). Les résultats sont moins bons lors de la deuxième partie de saison, et le club se voit retirer les trois points gagnés lors de la première journée à la suite de l'affaire Touré. Nantes atteint les demi-finales de la Coupe de la Ligue et termine 13e en fin de saison (le club aurait été 8e sans l'« affaire Touré »). Le FC Nantes réalise la sixième meilleure affluence du championnat et termine deuxième du championnat des tribunes, derrière l'En Avant Guingamp.
La saison suivante, le club est interdit de recrutement, à la suite d'un conflit avec le club émirati d'Al Nasr Dubai concernant le transfert d'Ismaël Bangoura en 2012. Le club doit donc faire appel à ses jeunes comme Yacine Bammou pour pallier le départ de son buteur Filip Djordjevic. Le club termine la saison 2014-2015 à une anonyme quatorzième place. Nantes réalise pourtant une première partie de championnat aboutie d'un point de vue comptable septième avec 30 points à l'issue des matchs aller), mais s'effondre au cours d'une seconde partie très faible, que ce soit en termes de contenus ou de résultats (18e avec 18 points récoltés). Un parcours qui rappelle celui de la saison précédente, ou celui de la dernière saison en L2 mais dans des proportions moindres. Nantes termine également vingtième attaque de L1 avec seulement 29 buts inscrits en 38 journées. Plus mauvaise performance offensive de l'histoire du club en première division, ex æquo avec celle de la saison 2006-2007. Ceci étant imputable au style de jeu défensif de l'équipe (15e possession du championnat avec 47 % de moyenne, mais sixième défense ce qui permet le maintien du club) et aux performances insuffisantes de ses attaquants. Nantes est éliminé en quart de finale de la Coupe de la Ligue à Lille (2-0), et à Paris en huitième de finale de la coupe de France (2-0).
La saison 2015-2016 est marquée par le départ de la majorité des cadres qui avaient permis la remontée du club en Ligue 1. Papy Djilobodji, Issa Cissokho, Olivier Veigneau, Vincent Bessat, Serge Gakpé, et Jordan Veretout quittent le club. Lucas Deaux s'en va de son côté à La Gantoise au mercato hivernal. Dans ce jeu de chaises musicales, de nombreux autres joueurs débarquent sur les bords de l'Erdre. Wilfried Moimbé en provenance de Brest, Youssouf Sabaly prêté par le PSG, Adryan prêté par Flamengo, Adrien Thomasson transfuge d'Evian, Emiliano Sala des Girondins de Bordeaux, Kolbeinn Sigþórsson de l'Ajax, Ermir Lenjani prêté par le Stade rennais, et enfin Lorik Cana de la Lazio. Guillaume Gillet en provenance d'Anderlecht viendra renforcer l'effectif en janvier.
Le FCN alterne victoires et défaites lors du début de saison avant d'entamer en novembre une série de 14 matchs sans défaite. Cette série se termine en mars, laissant espérer un temps une participation à la Coupe d'Europe. Cependant, son élimination à Sochaux (3-2), équipe de L2, en quart de finale de la coupe de France vient marquer un coup d'arrêt. Nantes encaisse dans la foulée une lourde défaite à Rennes (4-1) qui met un terme quasiment définitif à ses rêves européens. Cela sera confirmé après une nouvelle défaite face à Lille à la Beaujoire (3-0) quelques semaines plus tard. En roue libre, Nantes termine finalement 14e. Le FC Nantes est éliminé en 1/16 de finale de la Coupe de la Ligue à Bourg-en-Bresse (3-2), équipe de L2.
La fin de saison se déroule dans un climat de fortes tensions internes entre le président Waldemar Kita et son entraîneur Michel Der Zakarian. En fin de contrat, celui-ci annonce son départ du club au soir d'un match nul (1-1) à Marseille le 24 avril 2016, déclarant qu'il ne souhaite plus travailler avec son président. Celui-ci, en guise de réponse, empêchera Der Zakarian de faire ses adieux à la tribune Loire en mettant le son de la sonorisation du stade au maximum lors du tour d'honneur traditionnel des joueurs et du staff après le dernier match à la Beaujoire face à Caen (ultime défaite à domicile pour les jaunes 1-2). Une attitude qui créera une vive polémique, et dont la direction démentira par la suite en être la responsable.
L'ère Der Zakarian (2012-2016) aura été marquée par une remontée, et trois maintiens successifs. En termes de jeu, Nantes propose sur cette période un jeu défensif et fermé, se reposant essentiellement sur le contre pour inscrire ses buts. Lors de ses trois saisons en L1, l'équipe de Der Zakarian termine systématiquement dans les 10 meilleures défenses du championnat (7e en 2013-2014, 6e en 2014-2015, et 9e en 2015-2016), mais aussi dans les cinq dernières attaques (15e en 2013-2014, 20e en 2014-2015 et 19e en 2015-2016), ce qui donne un bilan contrasté. Der Zakarian s'en va en laissant l'image d'un homme compétent, sérieux et intègre, et ayant obtenu des résultats honnêtes avec des effectifs limités qualitativement. Mais aussi celle d'un entraîneur ayant eu des difficultés à bâtir une animation offensive cohérente et efficace.
Après avoir été sondé par la direction pour reprendre le poste laissé vacant, Christian Gourcuff rejoint finalement le Stade rennais. René Girard est choisi pour entraîner l'équipe professionnelle du FC Nantes à partir de la saison 2016-2017. Une décision qui engendre une vague de protestations sur les réseaux sociaux à cause de son image d'entraîneur défensif et, dans une moindre mesure, de son passé bordelais (rival historique du FC Nantes).
À la suite de 15 journées à l'issue desquelles le FC Nantes se retrouve 19e et une ultime défaite à la Beaujoire 6-0 contre l'Olympique lyonnais, René Girard est limogé par le club. Philippe Mao, entraîneur de la CFA, assure l'intérim lors de la 16e journée à Guingamp où le club enregistre une défaite (2-0).
Le 8 décembre 2016, le Portugais Sergio Conceição est nommé nouvel entraîneur du FC Nantes. Son premier match contre Montpellier, le 13 décembre 2016, concernant les huitièmes de finale de la Coupe de la Ligue, s'achève avec une victoire 3-1, près de dix mois après les derniers trois buts du FC Nantes à la Beaujoire (contre le Gazéléc Ajaccio). Finalement, l'équipe termine à une inespérée septième place. Cela faisait depuis 2004 que Nantes n'avait pas fini parmi les dix meilleures équipes françaises. De l'arrivée de Sergio Conceiçäo à la dernière journée, Nantes se classe sixième du classement avec 11 victoires, 5 nuls et seulement 6 défaites. Par comparaison, René Girard avait obtenu 3 victoires, 4 matchs nuls et 8 défaites, pour terminer à la 19e place lors de la 15e journée. C'est donc une saison satisfaisante pour le club, malgré le début de saison difficile.
À la recherche d'un entraîneur compétent pour la reprise et le début de la saison 2017-2018, Waldemar Kita, le président du FC Nantes propose un contrat de deux ans le 13 juin 2017 à Claudio Ranieri, pour remplacer Sérgio Conceição, parti précipitamment sur le banc du FC Porto pour raison familiale, quelques semaines après avoir pourtant signé un contrat jusqu'en 2020.
La saison 2017-2018 commence pourtant mal pour le club avec deux défaites face à Lille et Marseille, sur les scores respectifs de 3-0 et 1-0. Le premier match de la saison face au LOSC était fortement attendu et scruté par les journalistes car opposant deux techniciens réputés : Claudio Ranieri et Marcelo Bielsa. Surmontant ces deux premières déconvenues, le FC Nantes enchaîne une série de 8 matchs sans défaite en Ligue 1. Au terme de la dixième journée, le FC Nantes pointe à une surprenante troisième place au classement, avec six victoires pour deux défaites et deux nuls. Le style de jeu défensif reposant sur les contre-attaques semble porter ses fruits. À la fin de la première partie de la saison, le club est cinquième au classement, et les supporters se prennent à rêver d'Europe. Le FCN lance également le projet YelloPark visant à construire un nouveau stade entouré de nouvelles infrastructures pour le club. La deuxième partie de saison est beaucoup plus compliquée. L'équipe ne parvient pas à maintenir la qualité de jeu de la première partie, l'assise défensive étant moins solide. Après être resté 20 journées à la 5e place, le FC Nantes termine finalement la saison à une 9e place qui correspond mieux à son niveau. Avant la dernière journée, Waldemar Kita et Claudio Ranieri annoncent que leur collaboration s'arrête là. L'entraîneur italien ne sera resté qu'un an à Nantes, et n'aura pas réussi à faire renouer le club avec l'Europe.
Le 13 juin, le FC Nantes annonce l'arrivée d'un nouvel entraîneur portugais, Miguel Cardoso, pour remplacer Ranieri. Le FC Nantes voit grand lors du mercato estival 2018, avec l'arrivée d'Anthony Limbombe pour 8 millions d'euros, ce qui fait de lui la recrue la plus chère de l'histoire du club. Les médias sont emballés lors des premiers matchs par le jeu de possession prôné par l'entraîneur portugais, mais les dirigeants du club déchantent vite. En effet, les résultats ne sont pas au rendez-vous, et le club nantais se retrouve relégable après la 7e journée. Le 2 octobre, Miguel Cardoso est remercié par le FC Nantes et remplacé par l'ancienne légende nantaise Vahid Halilhodžić. Cette saison sera marquée par la disparition d'Emiliano Sala, alors meilleur buteur du club. Il est mort des suites d'un accident d'avion dans la Manche, alors qu'il rejoignait son nouveau club, le Cardiff City Football Club.
À une semaine de la reprise de la Ligue 1, Vahid annonce qu'il quitte le FC Nantes. Il est remplacé par Christian Gourcuff, qui réussit un bon début de saison, puisque le 25 septembre, Nantes remporte enfin un derby à la Beaujoire face à Rennes, et se retrouve sur le podium. Quelques jours plus tard, le club prend même provisoirement la tête de la Ligue 1, en s'imposant pour la première fois au Parc Olympique Lyonnais. Mais comme souvent avec le FC Nantes, la suite de la saison est moins bonne et le club tombe petit à petit dans le ventre mou du classement après avoir perdu tous les derbys face à ses voisins. Le 13 mars, la saison de Ligue 1 est suspendue en raison de la pandémie de COVID-19 avant qu'elle ne soit annulée le 28 avril par le gouvernement, à dix matchs de la fin.

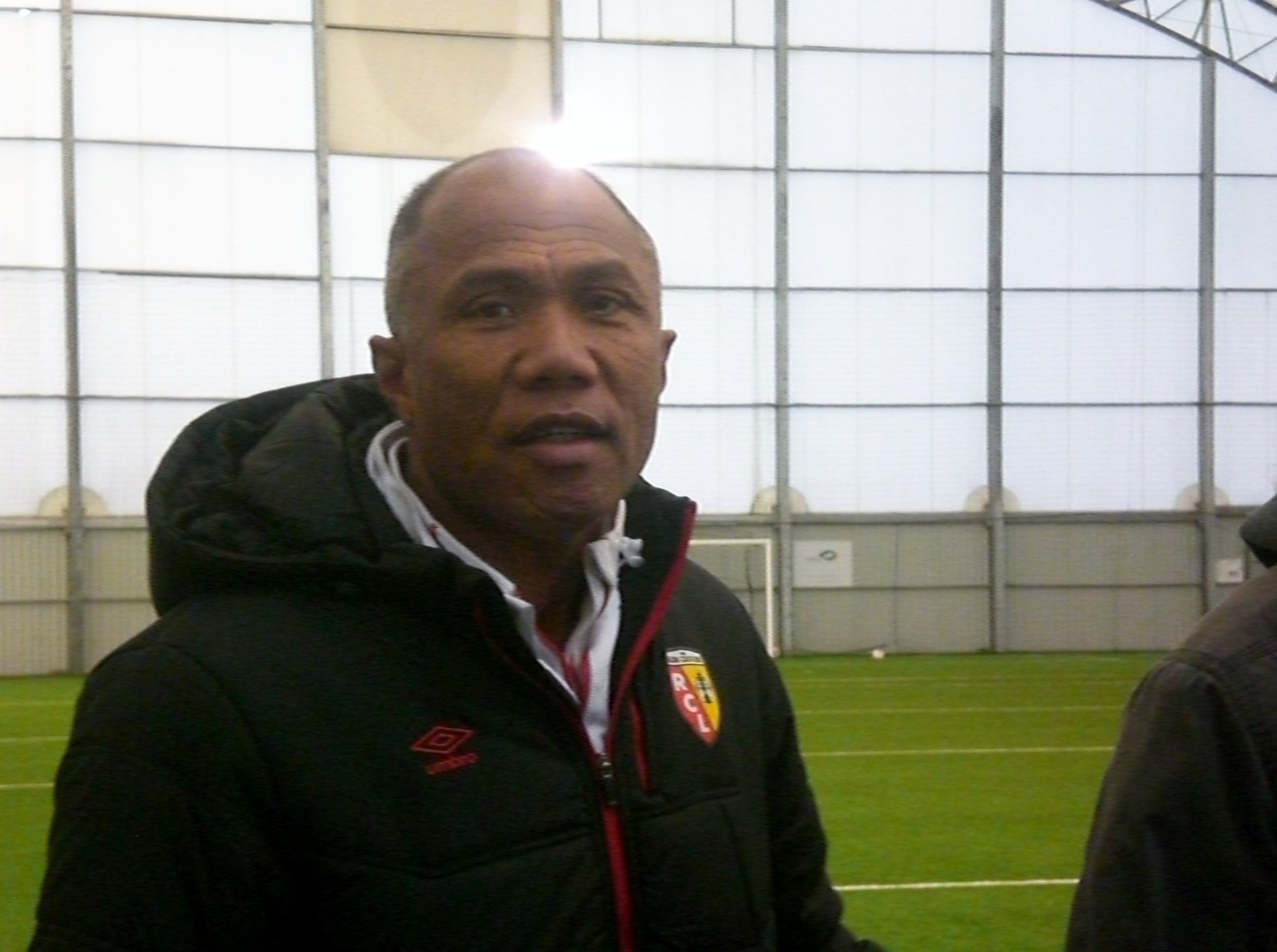
Arrivé en 2021, Antoine Kombouaré parvient à maintenir in extremis le FC Nantes en Ligue 1 avant d'offrir au club sa 4e Coupe de France l'année suivante.

Le FC Nantes reprend la saison 2020-2021 de Ligue 1 le 21 août 2020, par un match nul 0-0 contre les Girondins de Bordeaux au Matmut Atlantique. En décembre, Christian Gourcuff est démis de ses fonctions alors que le FC Nantes est au bord de la zone de relégation. Il est remplacé par Raymond Domenech, qui redevient entraineur, 27 ans après sa dernière expérience à Lyon, et 10 ans après son départ de l'Equipe de France. Son retour fait beaucoup de bruits dans les médias. Il commence l'année 2021 par un match nul 0-0 contre le Stade rennais. Dans le même temps, de nombreux supporters demandent le départ de Waldemar Kita. Mais son arrivée ne fait qu'empirer les choses au FC Nantes qui se retrouve 18e, et au bout de 7 matchs et aucune victoire, Domenech est déjà remercié. 

### Les années maintien et la parenthèse Ligue Europa avec Kombouaré (2021-2025)
C'est Antoine Kombouaré, quatrième entraineur de la saison 2020-2021 qui arrive pour la mission maintien, alors que le club n'a pas été aussi mal en point depuis 15 ans. Après avoir gagné son premier match face à Angers 3-1, le FC Nantes de Kombouaré créé l'exploit en s'imposant au Parc des Princes 2-1, après avoir pourtant été mené 1-0 à la mi-temps. C'est la première fois au XXIe siècle que Nantes s'impose au Parc dans une rencontre de Ligue 1. Mais malgré 4 victoires lors des 5 derniers matchs, le FC Nantes termine 18e après une défaite 2-1 face à Montpellier lors de la dernière journée et doit jouer un barrage pour le maintien face au Toulouse FC. Les Canaris s'imposeront au match aller 2-1 à l'extérieur, ce qui leur permettra de se maintenir malgré la défaite 1-0 au match retour.
La saison suivante débute de bien meilleure manière : en effet, à la trêve de Noël, les Canaris de Kombouaré occupent la 7e place. Toujours dans la course à l'Europe à un mois de la fin du championnat, le FC Nantes se qualifie pour sa première finale de Coupe de France au XXIe siècle en battant l'AS Monaco aux tirs au but le 2 mars. Les Canaris empochent leur premier titre depuis 22 ans en remportant la 4e Coupe de France de leur histoire, en battant l'OGC Nice 1-0, le 7 mai 2022 au Stade de France, grâce à un but de Ludovic Blas. Le club termine finalement à une belle 9e place.
Le 31 juillet, le club joue en Israël face au PSG pour le Trophée des champions, où les Nantais s'inclinent. Le 8 septembre, Nantes reçoit l'Olympiakos à La Beaujoire pour son premier match de Coupe d'Europe après 18 ans d'absence, et s'impose 2-1 dans une ambiance exceptionnelle, grâce à un but dans les toutes dernières secondes du match. Mal embarqué après 4 matchs et 3 défaites de suite, le club se qualifie finalement pour les phases finale de Ligue Europa après un incroyable finish, en battant Qarabag dans les derniers instants du match, puis en s'imposant en Grèce face au club du Pirée, pour finir deuxième derrière l'équipe en forme du groupe, les Allemands du SC Fribourg. Les Nantais sont donc qualifiés en 16e de finale d'Europa League où ils devront affronter la Juventus de Turin. Le jeudi 16 février 2023, pour le match aller, Nantes obtient le score de 1-1 au sein du Juventus Stadium, permettant à tout le peuple nantais de croire au miracle à la Beaujoire. Le match retour se solde sur une victoire 0-3 des Turinois, après une expulsion polémique du défenseur nantais Nicolas Pallois, dans un match surtout marqué par l'ambiance mise par l'intégralité des supporters nantais, toutes tribunes confondues. Le 1er mars 2023, le FC Nantes retrouve la Coupe de France dont il est tenant du titre pour une confrontation à domicile face au Racing Club de Lens. Grâce au doublé de son nouveau buteur Andy Delort recruté au mercato hivernal, le club s'impose 2-1 et se qualifie pour la seconde fois consécutive en demi-finale, laissant ouverte la possibilité de retrouver la Coupe d'Europe l'année suivante. Début avril, les Canaris parviennent à se défaire l'Olympique lyonnais à la Beaujoire et retrouvent le stade de France pour la deuxième année de suite en finale de la Coupe de France. Lourdement battus par Toulouse au Stade de France, le FC Nantes doit finalement attendre la dernière journée et une victoire face à Angers pour se maintenir de justesse d'un point seulement devant Auxerre, avec l'arrivée de Pierre Aristouy pour les quatre derniers matchs de la saison.
Le club nantais attaque donc une 11e saison de suite en Ligue 1, dans un championnat réduit à 18 équipes pour la saison 2023-2024. Pierre Aristouy est confirmé comme entraineur du FC Nantes pour débuter cette saison, à la place d'Antoine Kombouaré. Après une préparation compliquée, le club réalise un bon début de saison. Porté par les 5 buts de Mostafa Mohamed sur les 6 premières journées et une excellente complémentarité de Douglas Augusto et Pedro Chirivella, Nantes est la troisième attaque du championnat après 11 matchs, et même la meilleure équipe de Ligue 1 devant le PSG sur la première heure de jeu. Malgré ces débuts encourageants, Pierre Aristouy est licencié le 29 novembre après une série de trois défaites et un match nul. Jocelyn Gourvennec lui succède à la tête de l'équipe première. Le Breton commence par une victoire face à Nice, qui était invaincu jusqu'ici, mais Nantes enchaine ensuite 5 défaites en 6 matchs. Le 17 mars, Antoine Kombouaré fait son retour à la surprise générale et débute comme son prédécesseur par une victoire à Nice. Finalement, le club est sauvé avant la dernière journée malgré une série historique de 9 défaites consécutives à domicile.
Après avoir recruté Matthis Abline, plus cher transfert de l'histoire du club, pour 10 millions d'euros, le FC Nantes commence bien la saison 2024-2025, avec un nul contre Toulouse et 2 victoires contre Auxerre et Montpellier.
Après une série de 10 matchs sans victoires, l'équipe de Kombouaré retrouve le chemin de la victoire en battant Rennes 1-0 dans le derby breton, grâce à un but de Moses Simon à la 90eme minute. La suite de la saison est très compliquée et Nantes valide in-extremis son maintien à la dernière journée du championnat. La direction du club décide alors de se séparer à nouveau de Antoine Kombouaré le 20 mai 2025.

### Un retour aux sources tourné vers la formation? (2025 - )
Après le départ de Kombouaré, lors d'une saison où Nantes aura eu la plus faible possession de balle en Ligue 1, le FC Nantes doit revoir son modèle dans une Ligue 1 confrontée à la crise des droits TV. Le président Kita annonce : « C’est une page qui se tourne et un nouveau chapitre qui s’ouvre avec une feuille de route claire : repartir de l'avant en prônant le beau jeu et en faisant confiance à la formation ».
Le 16 juin 2025, Luis Castro devient le nouvel entraineur des Canaris, après avoir réalisé une très belle saison avec Dunkerque, où il avait terminé 4ème de Ligue 2 et demi-finaliste de Coupe de France.

## Résultats sportifs

### Palmarès
Le palmarès du Football Club de Nantes est le quatrième de France en nombre de titres de champion de France professionnel remportés (8), derrière le Paris Saint-Germain (13 titres), l'AS Saint-Étienne (10), l'Olympique de Marseille avec 9 titres, ex æquo avec l'AS Monaco. S'y ajoutent 4 Coupes de France, pour six finales perdues. Nantes a manqué le doublé coupe-championnat à trois reprises, en perdant les finales de 1966, 1973 et 1983. Le FCN a également remporté une Coupe de la Ligue en 1965, ainsi que trois challenges ou trophées des Champions.
Sur le plan européen, le club a atteint les demi-finales de la Coupe des vainqueurs de coupe en 1980 et de la Ligue des champions en 1996.
| Compétitions nationales | Compétitions internationales |
| - Championnat de France (8) - Champion : 1965, 1966, 1973, 1977, 1980, 1983, 1995 et 2001. - Vice-champion : 1967, 1974, 1978, 1979, 1981, 1985 et 1986. - Coupe de France (4) - Vainqueur : 1979, 1999, 2000 et 2022. - Finaliste : 1966, 1970, 1973, 1983, 1993 et 2023. - Trophée des champions (3) - Vainqueur : 1965, 1999 et 2001. - Championnat de France de Division 2 - Vice-champion : 1963, 2008. - CFA 2 / National 3 (D5) (3) - Vainqueur (rés.) : 2000, 2013 et 2018. Anciennes compétitions - Coupe de la Ligue - Finaliste : 2004. - Coupe de la Ligue (ancienne formule) (1) - Vainqueur en 1965. - Championnat de France amateurs (1) - Champion : 1971. - Championnat de France de D3 (ancienne formule) (1) - Champion : 1974rés. - Vainqueur de groupe (rés.) : - Ouest : 1972, 1976, 1977, 1982, 1983, 1986 et 1988. - Sud-Ouest : 1973. - Centre-Ouest : 1974, 1975 et 1980. | - Ligue des champions de l'UEFA - Meilleure performance : demi-finaliste en 1996. - Ligue Europa - Meilleure performance : quart de finaliste en 1986 et 1995. Anciennes compétitions - Coupe des vainqueurs de coupe - Meilleure performance : demi-finaliste en 1980. - Coupe Intertoto - Meilleure performance : demi-finaliste en 1996, 2003 et 2004. - Coupe des Alpes (1) - Vainqueur en 1982. |
| - Championnat de France (8) - Champion : 1965, 1966, 1973, 1977, 1980, 1983, 1995 et 2001. - Vice-champion : 1967, 1974, 1978, 1979, 1981, 1985 et 1986. - Coupe de France (4) - Vainqueur : 1979, 1999, 2000 et 2022. - Finaliste : 1966, 1970, 1973, 1983, 1993 et 2023. - Trophée des champions (3) - Vainqueur : 1965, 1999 et 2001. - Championnat de France de Division 2 - Vice-champion : 1963, 2008. - CFA 2 / National 3 (D5) (3) - Vainqueur (rés.) : 2000, 2013 et 2018. Anciennes compétitions - Coupe de la Ligue - Finaliste : 2004. - Coupe de la Ligue (ancienne formule) (1) - Vainqueur en 1965. - Championnat de France amateurs (1) - Champion : 1971. - Championnat de France de D3 (ancienne formule) (1) - Champion : 1974rés. - Vainqueur de groupe (rés.) : - Ouest : 1972, 1976, 1977, 1982, 1983, 1986 et 1988. - Sud-Ouest : 1973. - Centre-Ouest : 1974, 1975 et 1980. | Compétitions régionales |
| - Championnat de France (8) - Champion : 1965, 1966, 1973, 1977, 1980, 1983, 1995 et 2001. - Vice-champion : 1967, 1974, 1978, 1979, 1981, 1985 et 1986. - Coupe de France (4) - Vainqueur : 1979, 1999, 2000 et 2022. - Finaliste : 1966, 1970, 1973, 1983, 1993 et 2023. - Trophée des champions (3) - Vainqueur : 1965, 1999 et 2001. - Championnat de France de Division 2 - Vice-champion : 1963, 2008. - CFA 2 / National 3 (D5) (3) - Vainqueur (rés.) : 2000, 2013 et 2018. Anciennes compétitions - Coupe de la Ligue - Finaliste : 2004. - Coupe de la Ligue (ancienne formule) (1) - Vainqueur en 1965. - Championnat de France amateurs (1) - Champion : 1971. - Championnat de France de D3 (ancienne formule) (1) - Champion : 1974rés. - Vainqueur de groupe (rés.) : - Ouest : 1972, 1976, 1977, 1982, 1983, 1986 et 1988. - Sud-Ouest : 1973. - Centre-Ouest : 1974, 1975 et 1980. | - Championnat de Division d'Honneur Ouest (3) - Champion : 1945, 1954rés et 1963rés. - Championnat de Division d'Honneur Atlantique (2) - Champion : 1970rés et 1980rés.. - Coupe de Bretagne (2) - Vainqueur : 1945 et 1950. - Coupe Atlantique (8) - Vainqueur (rés.) : 1968, 1970, 1971, 1972, 1974, 1981, 1990 et 1992.                                                                          |

| Championnat                                                              | Saisons | Titres | J    | G   | N   | P   | Bp   | Bc   | Diff  |
| ------------------------------------------------------------------------ | ------- | ------ | ---- | --- | --- | --- | ---- | ---- | ----- |
| D1/L1 (1963-2025)                                                        | 57      | 8      | 2112 | 874 | 592 | 646 | 2893 | 2337 | + 556 |
| D2/L2 (1945-2013)                                                        | 22      | 0      | 818  | 321 | 203 | 294 | 1259 | 1237 | +22   |
| Division d'Honneur* (1943-1945) *saisons de l'équipe première uniquement | 2       | 1      | 32   | 22  | 7   | 3   | 112  | 32   | +80   |

| Période     | Équipementier  | Sponsor principal               |
| ----------- | -------------- | ------------------------------- |
| 1972 – 1973 | Le Coq Sportif | Guérin, Crozatier & Michel Axel |
| 1973 – 1974 | Le Coq Sportif | Tout l'Univers                  |
| 1974 - 1976 | Adidas         | Café Côte d'Ivoire              |
| 1976 - 1982 | Adidas         | Europe 1                        |
| 1982 - 1983 | Adidas         | Europe 1 & Kindy                |
| 1983 - 1984 | Adidas         | Europe 1 & Pages Jaunes         |
| 1984 - 1986 | Adidas         | Europe 1 & Télé Poche           |
| 1986 - 1987 | Adidas         | Europe 1                        |
| 1987 - 1988 | Adidas         | Europe 1 & Canal+               |
| 1988 - 1989 | Patrick        | Canal+ & Mikit                  |
| 1989 - 1990 | Patrick        | Europe 1 & Mikit                |
| 1990 - 1991 | Adidas         | Mikit                           |
| 1991 - 1992 | Adidas         | Eurest                          |
| 1992 - 1993 | Diadora        | Pinty                           |
| 1993 - 1995 | Diadora        | Eurest                          |
| 1995 - 1998 | Adidas         | Eurest                          |
| 1998 - 1999 | Adidas         | Loxam                           |
| 1999 - 2000 | Adidas         | Synergie                        |
| 2000 - 2005 | Le Coq Sportif | Synergie                        |
| 2005 - 2008 | Airness        | Synergie                        |
| 2008 - 2011 | Kappa          | Synergie                        |
| 2011 - 2013 | Erreà          | Offset 5                        |
| 2013 - 2014 | Erreà          | Synergie                        |
| 2014 - 2018 | Umbro          | Synergie                        |
| 2018 - 2020 | New Balance    | Synergie                        |
| 2020 - 2025 | Macron         | Synergie                        |

| \| \| \| \| \| \| \| \| \| \| \| \| |                 |                 |
| Couleurs de 1976 à 1987.            |                 |                 |
| Maillot du club                     | Maillot du club | Maillot du club |
| Maillot du club                     |                 |                 |
| Maillot du club                     |                 |                 |

| Maillot du club | Maillot du club | Maillot du club |
| Maillot du club |                 |                 |
| Maillot du club |                 |                 |

| \| \| \| \| \| \| \| \| \| \| \| \| |                 |                 |
| Saison 1994-1995                    |                 |                 |
| Maillot du club                     | Maillot du club | Maillot du club |
| Maillot du club                     |                 |                 |
| Maillot du club                     |                 |                 |

| Maillot du club | Maillot du club | Maillot du club |
| Maillot du club |                 |                 |
| Maillot du club |                 |                 |

| \| \| \| \| \| \| \| \| \| \| \| \| |                 |                 |
| 80 ans du club                      |                 |                 |
| Maillot du club                     | Maillot du club | Maillot du club |
| Maillot du club                     |                 |                 |
| Maillot du club                     |                 |                 |

| Maillot du club | Maillot du club | Maillot du club |
| Maillot du club |                 |                 |
| Maillot du club |                 |                 |

| Période     | Actionnaire majoritaire                                                          |
| ----------- | -------------------------------------------------------------------------------- |
| 1943 – 2000 | Ville de Nantes — Le club est une association loi de 1901 puis une SAOS en 1992. |
| 2000 – 2004 | Socpresse — Le club devient une SASP en 2001.                                    |
| 2004 – 2007 | Serge Dassault                                                                   |
| 2007 – 0000 | Waldemar Kita                                                                    |

| Rang | Nom              | Période   |
| ---- | ---------------- | --------- |
| 1    | Marcel Braud     | 1943-1944 |
| 2    | Marcel Saupin    | 1944-1955 |
| 3    | Jean Le Guillou  | 1955-1958 |
| 4    | Charles Stephan  | 1958-1959 |
| 5    | Jean Clerfeuille | 1959-1968 |
| 6    | Louis Fonteneau  | 1969-1986 |
| 7    | Max Bouyer       | 1986-1992 |

| Rang | Nom                | Période     |
| ---- | ------------------ | ----------- |
| 8    | Guy Scherrer       | 1992-1996   |
| 9    | Jean-René Toumelin | 1996-1998   |
| 10   | Kléber Bobin       | 1999-2001   |
| 11   | Jean-Luc Gripond   | 2001-2005   |
| 12   | Rudi Roussillon    | 2005-2007   |
| 13   | Luc Dayan          | 2007        |
| 14   | Waldemar Kita      | Depuis 2007 |

| Rang | Nom              | Période   |
| ---- | ---------------- | --------- |
| 1    | Marcel Braud     | 1943-1944 |
| 2    | Marcel Saupin    | 1944-1955 |
| 3    | Jean Le Guillou  | 1955-1958 |
| 4    | Charles Stephan  | 1958-1959 |
| 5    | Jean Clerfeuille | 1959-1968 |
| 6    | Louis Fonteneau  | 1969-1986 |
| 7    | Max Bouyer       | 1986-1992 |

| Rang | Nom                | Période     |
| ---- | ------------------ | ----------- |
| 8    | Guy Scherrer       | 1992-1996   |
| 9    | Jean-René Toumelin | 1996-1998   |
| 10   | Kléber Bobin       | 1999-2001   |
| 11   | Jean-Luc Gripond   | 2001-2005   |
| 12   | Rudi Roussillon    | 2005-2007   |
| 13   | Luc Dayan          | 2007        |
| 14   | Waldemar Kita      | Depuis 2007 |

| Rang | Nom                          | Période   |
| ---- | ---------------------------- | --------- |
| 1    | Aimé Nuic                    | 1943-1946 |
| 2    | Anton Raab                   | 1946-1949 |
| 3    | Antoine Gorius               | 1949-1951 |
| 4    | Émile Veinante               | 1951-1955 |
| 5    | Anton Raab                   | 1955-1956 |
| 6    | Stanislas Staho              | 1956      |
| 7    | Louis Dupal                  | 1956-1959 |
| 8    | Karel Michlowski             | 1959-1960 |
| 9    | José Arribas                 | 1960-1976 |
| 10   | Jean Vincent                 | 1976-1982 |
| 11   | Jean-Claude Suaudeau         | 1982-1988 |
| 12   | Miroslav Blažević            | 1988-1991 |
| 13   | Jean-Claude Suaudeau         | 1991-1997 |
| 14   | Raynald Denoueix             | 1997-2001 |
| 15   | Ángel Marcos                 | 2001-2003 |
| 16   | Loïc Amisse                  | 2003-2004 |
| 17   | Serge Le Dizet               | 2004-2006 |
| 18   | Georges Eo                   | 2006-2007 |
| 19   | M. Der Zakarian & J. N'Doram | 2007      |
| 20   | Michel Der Zakarian (1)      | 2007-2008 |
| 21   | Christian Larièpe            | 2008      |

| Rang | Nom                     | Période              |
| ---- | ----------------------- | -------------------- |
| 22   | Élie Baup               | 2008-2009            |
| 23   | Gernot Rohr             | 2009                 |
| 24   | Jean-Marc Furlan        | déc. 2009-févr. 2010 |
| 25   | Baptiste Gentili        | 2010-2011            |
| 26   | Philippe Anziani        | 2011                 |
| 27   | Landry Chauvin          | 2011-2012            |
| 28   | Michel Der Zakarian (2) | 2012-2016            |
| 29   | René Girard             | juil.-nov. 2016      |
| 31   | Sérgio Conceição        | déc. 2016-mai 2017   |
| 32   | Claudio Ranieri         | juin 2017-juin 2018  |
| 33   | Miguel Cardoso          | juin 2018- oct. 2018 |
| 34   | Vahid Halilhodžić       | oct. 2018-août 2019  |
| 35   | Christian Gourcuff      | août 2019-déc. 2020  |
| 36   | Patrick Collot          | déc. 2020            |
| 37   | Raymond Domenech        | janv.-févr. 2021     |
| 38   | Antoine Kombouaré (1)   | févr. 2021-mai 2023  |
| 39   | Pierre Aristouy         | mai 2023-nov. 2023   |
| 40   | Jocelyn Gourvennec      | nov. 2023-mars 2024  |
| 41   | Antoine Kombouaré (2)   | mars 2024-mai 2025   |
| 42   | Luis Castro             | juin 2025-           |

| Rang | Nom                          | Période   |
| ---- | ---------------------------- | --------- |
| 1    | Aimé Nuic                    | 1943-1946 |
| 2    | Anton Raab                   | 1946-1949 |
| 3    | Antoine Gorius               | 1949-1951 |
| 4    | Émile Veinante               | 1951-1955 |
| 5    | Anton Raab                   | 1955-1956 |
| 6    | Stanislas Staho              | 1956      |
| 7    | Louis Dupal                  | 1956-1959 |
| 8    | Karel Michlowski             | 1959-1960 |
| 9    | José Arribas                 | 1960-1976 |
| 10   | Jean Vincent                 | 1976-1982 |
| 11   | Jean-Claude Suaudeau         | 1982-1988 |
| 12   | Miroslav Blažević            | 1988-1991 |
| 13   | Jean-Claude Suaudeau         | 1991-1997 |
| 14   | Raynald Denoueix             | 1997-2001 |
| 15   | Ángel Marcos                 | 2001-2003 |
| 16   | Loïc Amisse                  | 2003-2004 |
| 17   | Serge Le Dizet               | 2004-2006 |
| 18   | Georges Eo                   | 2006-2007 |
| 19   | M. Der Zakarian & J. N'Doram | 2007      |
| 20   | Michel Der Zakarian (1)      | 2007-2008 |
| 21   | Christian Larièpe            | 2008      |

| Rang | Nom                     | Période              |
| ---- | ----------------------- | -------------------- |
| 22   | Élie Baup               | 2008-2009            |
| 23   | Gernot Rohr             | 2009                 |
| 24   | Jean-Marc Furlan        | déc. 2009-févr. 2010 |
| 25   | Baptiste Gentili        | 2010-2011            |
| 26   | Philippe Anziani        | 2011                 |
| 27   | Landry Chauvin          | 2011-2012            |
| 28   | Michel Der Zakarian (2) | 2012-2016            |
| 29   | René Girard             | juil.-nov. 2016      |
| 31   | Sérgio Conceição        | déc. 2016-mai 2017   |
| 32   | Claudio Ranieri         | juin 2017-juin 2018  |
| 33   | Miguel Cardoso          | juin 2018- oct. 2018 |
| 34   | Vahid Halilhodžić       | oct. 2018-août 2019  |
| 35   | Christian Gourcuff      | août 2019-déc. 2020  |
| 36   | Patrick Collot          | déc. 2020            |
| 37   | Raymond Domenech        | janv.-févr. 2021     |
| 38   | Antoine Kombouaré (1)   | févr. 2021-mai 2023  |
| 39   | Pierre Aristouy         | mai 2023-nov. 2023   |
| 40   | Jocelyn Gourvennec      | nov. 2023-mars 2024  |
| 41   | Antoine Kombouaré (2)   | mars 2024-mai 2025   |
| 42   | Luis Castro             | juin 2025-           |

| Joueur                     | Sélections | Période   | Sél. (total) |
| -------------------------- | ---------- | --------- | ------------ |
| Robert Budzynski           | 11         | 1965–1967 | 11           |
| Jacky Simon                | 13         | 1965-1968 | 15           |
| Philippe Gondet            | 14         | 1965-1970 | 14           |
| Claude Robin               | 4          | 1966–1967 | 4            |
| Jean-Claude Suaudeau       | 4          | 1966–1967 | 4            |
| Daniel Eon                 | 3          | 1966–1967 | 3            |
| Gabriel De Michèle         | 2          | 1966–1967 | 2            |
| Bernard Blanchet           | 17         | 1966–1972 | 17           |
| Gilbert Le Chenadec        | 1          | 1967      | 1            |
| Henri Michel               | 58         | 1967-1980 | 58           |
| Vincent Esteve             | 1          | 1968      | 1            |
| Roger Lemerre              | 1          | 1970      | 6            |
| Bernard Gardon             | 1          | 1973      | 1            |
| Jean-Paul Bertrand-Demanes | 11         | 1973–1978 | 11           |
| Patrice Rio                | 17         | 1976–1978 | 17           |
| Gilles Rampillon           | 3          | 1976–1980 | 3            |
| Maxime Bossis              | 64         | 1976-1985 | 76           |
| Omar Sahnoun               | 6          | 1977-1978 | 6            |
| Bruno Baronchelli          | 6          | 1977-1981 | 6            |

| Joueur             | Sélections | Période   | Sél. (total) |
| ------------------ | ---------- | --------- | ------------ |
| Thierry Tusseau    | 9          | 1977–1983 | 22           |
| Loïc Amisse        | 12         | 1977–1983 | 12           |
| Eric Pécout        | 5          | 1979-1980 | 5            |
| José Touré         | 10         | 1983-1985 | 16           |
| William Ayache     | 13         | 1983–1986 | 20           |
| Michel Bibard      | 3          | 1984      | 6            |
| Yvon Le Roux       | 8          | 1985–1986 | 28           |
| Philippe Anziani   | 1          | 1987      | 5            |
| Didier Deschamps   | 5          | 1989      | 103          |
| Christian Karembeu | 8          | 1992–1995 | 53           |
| Patrice Loko       | 8          | 1993-1995 | 26           |
| Reynald Pedros     | 22         | 1993–1996 | 25           |
| Jean-Michel Ferri  | 5          | 1994-1995 | 5            |
| Nicolas Ouédec     | 5          | 1994-1995 | 7            |
| Claude Makélélé    | 2          | 1995-1997 | 71           |
| Nicolas Gillet     | 1          | 2001      | 1            |
| Éric Carrière      | 4          | 2001      | 10           |
| Mickaël Landreau   | 3          | 2001-2004 | 11           |
| Total              | 360        | 1965-2004 | -            |

| Joueur                     | Sélections | Période   | Sél. (total) |
| -------------------------- | ---------- | --------- | ------------ |
| Robert Budzynski           | 11         | 1965–1967 | 11           |
| Jacky Simon                | 13         | 1965-1968 | 15           |
| Philippe Gondet            | 14         | 1965-1970 | 14           |
| Claude Robin               | 4          | 1966–1967 | 4            |
| Jean-Claude Suaudeau       | 4          | 1966–1967 | 4            |
| Daniel Eon                 | 3          | 1966–1967 | 3            |
| Gabriel De Michèle         | 2          | 1966–1967 | 2            |
| Bernard Blanchet           | 17         | 1966–1972 | 17           |
| Gilbert Le Chenadec        | 1          | 1967      | 1            |
| Henri Michel               | 58         | 1967-1980 | 58           |
| Vincent Esteve             | 1          | 1968      | 1            |
| Roger Lemerre              | 1          | 1970      | 6            |
| Bernard Gardon             | 1          | 1973      | 1            |
| Jean-Paul Bertrand-Demanes | 11         | 1973–1978 | 11           |
| Patrice Rio                | 17         | 1976–1978 | 17           |
| Gilles Rampillon           | 3          | 1976–1980 | 3            |
| Maxime Bossis              | 64         | 1976-1985 | 76           |
| Omar Sahnoun               | 6          | 1977-1978 | 6            |
| Bruno Baronchelli          | 6          | 1977-1981 | 6            |

| Joueur             | Sélections | Période   | Sél. (total) |
| ------------------ | ---------- | --------- | ------------ |
| Thierry Tusseau    | 9          | 1977–1983 | 22           |
| Loïc Amisse        | 12         | 1977–1983 | 12           |
| Eric Pécout        | 5          | 1979-1980 | 5            |
| José Touré         | 10         | 1983-1985 | 16           |
| William Ayache     | 13         | 1983–1986 | 20           |
| Michel Bibard      | 3          | 1984      | 6            |
| Yvon Le Roux       | 8          | 1985–1986 | 28           |
| Philippe Anziani   | 1          | 1987      | 5            |
| Didier Deschamps   | 5          | 1989      | 103          |
| Christian Karembeu | 8          | 1992–1995 | 53           |
| Patrice Loko       | 8          | 1993-1995 | 26           |
| Reynald Pedros     | 22         | 1993–1996 | 25           |
| Jean-Michel Ferri  | 5          | 1994-1995 | 5            |
| Nicolas Ouédec     | 5          | 1994-1995 | 7            |
| Claude Makélélé    | 2          | 1995-1997 | 71           |
| Nicolas Gillet     | 1          | 2001      | 1            |
| Éric Carrière      | 4          | 2001      | 10           |
| Mickaël Landreau   | 3          | 2001-2004 | 11           |
| Total              | 360        | 1965-2004 | -            |

| \| Landreau (Bertrand-Demanes) Armand (Tusseau) Fabbri (Desailly) Bargas (Rio) Bossis (Ayache) Michel (Deschamps) N'Doram (Carrière) Touré (Burruchaga) Amisse (Pedros) Halilhodžić (Gondet) Blanchet (Loko) \| Équipe idéale Ouest-France 2003 |
| Landreau (Bertrand-Demanes) Armand (Tusseau) Fabbri (Desailly) Bargas (Rio) Bossis (Ayache) Michel (Deschamps) N'Doram (Carrière) Touré (Burruchaga) Amisse (Pedros) Halilhodžić (Gondet) Blanchet (Loko)                                       |

| Landreau (Bertrand-Demanes) Armand (Tusseau) Fabbri (Desailly) Bargas (Rio) Bossis (Ayache) Michel (Deschamps) N'Doram (Carrière) Touré (Burruchaga) Amisse (Pedros) Halilhodžić (Gondet) Blanchet (Loko) |

| \| Eon Siatka De Michèle Le Chenadec Budzynski Muller Suaudeau Blanchet Boukhalfa Santos Simon \| L'équipe type du titre 1965. |
| Eon Siatka De Michèle Le Chenadec Budzynski Muller Suaudeau Blanchet Boukhalfa Santos Simon                                    |

| Eon Siatka De Michèle Le Chenadec Budzynski Muller Suaudeau Blanchet Boukhalfa Santos Simon |

| \| Eon Grabowski De Michèle Le Chenadec Budzynski Muller Suaudeau Blanchet Magny Gondet Simon \| L'équipe type du titre 1966. |
| Eon Grabowski De Michèle Le Chenadec Budzynski Muller Suaudeau Blanchet Magny Gondet Simon                                    |

| \| Bertrand-Demanes Osman De Michèle Gardon Bargas Pech Michel Blanchet Maas Couécou Marcos \| L'équipe type du titre 1973. |
| Bertrand-Demanes Osman De Michèle Gardon Bargas Pech Michel Blanchet Maas Couécou Marcos                                    |

| \| Bertrand-Demanes Osman Bossis Rio Bargas Sahnoun Michel Rampillon Baronchelli Amisse Pécout \| L'équipe type du titre 1977. |
| Bertrand-Demanes Osman Bossis Rio Bargas Sahnoun Michel Rampillon Baronchelli Amisse Pécout                                    |

Jean-Paul Bertrand-Demanes est le seul titulaire des quatre titres gagnés entre 1973 et 1983. À ses côtés on retrouve en 1973, De Michèle et Blanchet déjà titrés. Henri Michel, Patrice Rio, Loïc Amisse et Maxime Bossis, titulaires au cours de trois des quatre saisons couronnées par un titre de champion sont également des joueurs clefs de l'effectif nantais sur la période. Bruno Baronchelli, Éric Pécout, Gilles Rampillon, Thierry Tusseau, Jean-Claude Osman, Oscar Muller et Hugo Bargas font partie de l'équipe type lors des années de suprématie du club, parmi ceux-ci certains jouent également un rôle dans l'obtention d'un autre titre en tant que remplaçant. Ángel Marcos, Didier Couécou, Erich Maas, Bernard Gardon et Michel Pech font partie des titulaires qui emmène le club au titre en 1973. Omar Sahnoun en 1977, Victor et Enzo Trossero en 1980 font également partie des titulaires des équipes championne du FC Nantes. Vahid Halilhodžić, José Touré, Seth Adonkor et William Ayache jouent le même rôle lors du championnat 1983.
| \| Bertrand-Demanes Bossis Tusseau Rio Michel Muller E. Trossero Rampillon V. Trossero Amisse Pécout \| L'équipe type du titre 1980. |
| Bertrand-Demanes Bossis Tusseau Rio Michel Muller E. Trossero Rampillon V. Trossero Amisse Pécout                                    |

| \| Bertrand-Demanes Ayache Tusseau Rio Bossis Adonkor Muller Touré Baronchelli Amisse Halilhodžić \| L'équipe type du titre 1983. |
| Bertrand-Demanes Ayache Tusseau Rio Bossis Adonkor Muller Touré Baronchelli Amisse Halilhodžić                                    |

| \| Casagrande Le Dizet Pignol Karembeu Decroix Ferri Pedros N'Doram Makélélé Loko Ouédec \| L'équipe type du titre 1995. |
| Casagrande Le Dizet Pignol Karembeu Decroix Ferri Pedros N'Doram Makélélé Loko Ouédec                                    |

| \| Landreau Laspalles Armand Gillet Fabbri Berson Ziani da Rocha Carrière Moldovan Monterrubio \| L'équipe type du titre 2001. |
| Landreau Laspalles Armand Gillet Fabbri Berson Ziani da Rocha Carrière Moldovan Monterrubio                                    |

Le titre de 1995 est obtenu avec une équipe dont Dominique Casagrande garde les cages, la défense est constituée de Christophe Pignol, Serge Le Dizet, Éric Decroix et Christian Karembeu. Le milieu de terrain est occupé par Jean-Michel Ferri, Claude Makélélé, Japhet N'Doram et Reynald Pedros. Le duo formé par Nicolas Ouédec et Patrice Loko est chargé du front de l'attaque. Celui de 2001 est obtenue avec une équipe entièrement nouvelle qui comprend Mickaël Landreau comme gardien, Néstor Fabbri et Nicolas Gillet en défense central, Sylvain Armand et Nicolas Laspalles comme arrières latéraux, un milieu de terrain composé de Mathieu Berson, Éric Carrière, Stéphane Ziani et de Frédéric Da Rocha et une attaque confiée à Olivier Monterrubio et Viorel Moldovan.

#### Numéro retiré
Le numéro 9 a été retiré à la suite du décès d'Emiliano Sala. L'avant-centre emblématique du club entre 2015 et 2018 où il marque 48 buts, trouve la mort dans un accident d'avion le 21 janvier 2019, deux jours après sa vente à Cardiff pour un montant record de 17 millions d'euros.

## Effectif professionnel actuel
Le premier tableau liste l'effectif professionnel du FC Nantes pour la saison 2025-2026. Le second recense les prêts effectués par le club lors de cette même saison.
En grisé, les sélections de joueurs internationaux chez les jeunes mais n'ayant jamais été appelés aux échelons supérieurs une fois l'âge-limite dépassé ou les joueurs ayant pris leur retraite internationale.

Note : Le numéro 9 a été retiré par le club. En effet, le 9 représente le numéro que portait Emiliano Sala, mort tragiquement le 21 janvier 2019 au cours d'un accident d'avion au-dessus de la Manche.

## Structures

### Structures sportives

#### Stades
Le FC Nantes joue ses premiers matches au stade du Vivier, terrain du club de la Saint-Pierre, au stade de la Contrie, terrain de la Mellinet, et au stade de Procé, avant d'obtenir l'autorisation de jouer au stade municipal de Malakoff (9 000 places, dont 3 000 assises). Mais la pelouse de ce dernier est utilisée comme parc automobile par la Wehrmacht, puis subit les bombardements meurtriers des 16 et 23 septembre 1943. Le stade est rouvert le 15 octobre 1944, mais les compétitions sont suspendues : le FCN, qui s'était replié alors sur le stade de Procé, ne s'y installe donc réellement qu'en septembre 1945, pour ses débuts en D2. Le FCN y demeure au fur et à mesure de sa montée en puissance, et grâce à des agrandissements en 1951 et en 1955, puis à une rénovation complète en 1968-1969, le stade, devenu stade Marcel-Saupin en mars 1965 en hommage au fondateur du club, atteint près de 30 000 places, dont 13 000 assises. Il est en grande partie démoli courant 2007, mais après plusieurs modifications apportées, le stade peut de nouveau accueillir à partir d'octobre 2009 l'équipe réserve, qui jusque-là devait évoluer au stade Michel-Lecointre.
La situation du stade Saupin près du centre-ville limite cependant tout nouvel agrandissement, et à la faveur de l'organisation française de l'Euro 1984, un stade flambant neuf à l'architecture futuriste est bâti à la périphérie nord de la ville : le stade de la Beaujoire, inauguré le 8 mai 1984 lors d'un match FCN-Roumanie et baptisé en 1989 du nom du président Louis Fonteneau. D'une capacité maximale de 52 923 places, il bénéficie d'une rénovation à l'occasion de la Coupe du monde 1998 : les grillages sont supprimés (une première en France), les tribunes debout sont converties en places assises (pose de 15 000 sièges), la pelouse est remise à neuf, de nouvelles loges sont installées. La capacité est alors de 38 004 places devenant ensuite 37 473 places. Il ne subit pas de modification majeure par la suite, hormis l'installation d'une nouvelle pelouse en 2001, et l'ajout d'écrans géants à l'occasion de la Coupe du monde de rugby 2007.
Le président Waldemar Kita affirme en 2008 souhaiter un projet d'agrandissement, voire de remplacement du stade de la Beaujoire qu'il décrit comme « vétuste ». Il souhaite bénéficier du projet d'organisation de l'Euro 2016 par la France pour augmenter la capacité, notamment en loges. Le projet d'accueillir l'Euro 2016 est abandonné le 16 septembre 2009, l'opération estimée à 80 millions d'euros étant jugée trop onéreuse pour la ville de Nantes. Néanmoins les discussions avec le Maire de Nantes Johanna Rolland ne sont pas rompues, puisque le projet de construction d'une nouvelle enceinte présenté par le président Kita et faisant appel à des financements intégralement privés semble ne pas laisser la municipalité insensible. Le 25 février 2019, le projet de YelloPark est enterré par Nantes Métropole et Johanna Rolland à la suite des soupçons de fraude fiscale planant sur Waldemar Kita. Le projet de rénovation initial de la Beaujoire pour accueillir la Coupe du monde de rugby 2023 est donc remis à l’ordre du jour. En 2024, le Stade de la Beaujoire - Louis Fonteneau dispose d'une capacité maximale de 35 322 places

#### Centre d'entraînement
Le FC Nantes s'entraîne dans un premier temps dans les installations de la Saint-Pierre de Nantes (château du Vivier) ou de la Mellinet (stade de la Contrie, doté d'un éclairage à partir de 1953), au parc du Grand-Blottereau, ou encore le plus souvent au parc de Procé. Les conditions s'améliorent dans les années 1970, puisque le FCN fréquente essentiellement, outre Procé, le centre sportif des Basses-Landes récemment aménagé par la municipalité, à l'écart du centre-ville. Mais cela ne suffit toujours pas et sous l'impulsion du président Louis Fonteneau est lancé le projet de centre d'entraînement à La Jonelière sur la commune de La Chapelle-sur-Erdre : les travaux débutent en 1976 et le centre est inauguré en septembre 1978. Les lieux accueillent également le siège du club et le centre de formation ; ils sont baptisés « centre sportif José-Arribas » après la mort de ce dernier, en 1989.
Constamment amélioré (notamment après le titre de 2001), le centre d'entraînement de la Jonelière compte sur quatorze hectares sept terrains (trois gazonnés, deux synthétiques, un stabilisé, un synthétique sablé), la fameuse « fosse » bien connue pour les entraînements collectifs que Jean-Claude Suaudeau aimait y diriger (à l'époque en dur et désormais en synthétique), une salle de musculation et une balnéothérapie.

#### Centre de formation
Le centre de formation, né de la volonté de José Arribas, mène à la création d'un pensionnat de jeunes en 1972, l'importance accordée à la formation est affermie par l'adoption au niveau national de la charte du football professionnel de 1973 qui exige des clubs professionnels qu'ils se dotent de centres de formation,. Cette dynamique porte à la construction de structures intégrées dans le centre d'entraînement de la Jonelière inauguré en 1978.
L'objectif du centre de formation est cependant avant tout de préparer des joueurs pour l'équipe première du FC Nantes. L'équipe championne de France en 1995 est ainsi composée pour moitié de joueurs formés au club, et celle de 2001 à 80 %,. On compte notamment parmi les titres remportés par les jeunes Canaris trois coupes Gambardella en 1974, 1975 et 2002 pour trois places de finaliste en 1986, 1996 et 2009. Les équipes de jeunes ont également remporté trois titres de Champions de France en 1991 (17 ans), 2006 (16 ans) et 2019 (U17). Ils sont également champion de France U19 en 2022 et 2023.
En 2024, l'équipe U19 devient le deuxième club français à atteindre le Final Four de la Youth League, après des victoires contre Séville, Salzbourg et un quart de finale contre Copenhague devant plus de 19.000 personnes à la Beaujoire.
De nombreux internationaux français et étrangers en sont issus, et le FC Nantes est le seul club à avoir formé trois des joueurs composant l'équipe de France victorieuse de la coupe du monde 1998 : le capitaine Didier Deschamps, Marcel Desailly et Christian Karembeu.
Le club possède aussi une section féminine depuis 2012.

### Aspects juridiques et économiques
Le FC Nantes est une société anonyme sportive professionnelle, au capital de 500 000 euros. Une SAOS (société anonyme à objet sportif) est créée pour la section professionnelle et porte le nom de « FC Nantes Atlantique », et l'association (majoritaire dans la SAOS) gère les sections amateurs et jeunes. Le rétablissement financier est la cause directe de la vente de nombreux joueurs dans les années 1990.
En 2001, le FCNA, toujours contrôlé par la municipalité de Nantes par le biais de l'association,, est cédé à la Socpresse, qui effectue une transformation de la SAOS en SASP (société anonyme sportive professionnelle). Le rôle de l'association se réduit en quasi-totalité, le centre de formation passant sous le contrôle de la SASP et la gestion de la SASP passant à un conseil d'administration, en remplacement des anciennes instances (directoire et conseil de surveillance de l'association).

#### Éléments comptables
Le budget du FC Nantes pour la saison 2010-2011 de Ligue 2 est de 18 millions d'euros (M€). Il se situe parmi les plus importants de ce championnat avec ceux du Mans FC et du Grenoble Foot 38, relégués de Ligue 1. Le budget prévisionnel est dépendant du championnat dans lequel joue le FC Nantes : la descente en Ligue 2 en 2009 s'accompagne d'une baisse de celui-ci de près de 60 % en deux ans par rapport au budget de 42 millions d'euros pour la saison 2008-2009,. Le budget du FC Nantes pour la saison 2015-2016 est de 38 millions d'euros.
Waldemar Kita est depuis le 2 août 2007 le propriétaire unique du FC Nantes, et assume à ce titre les fonctions de président et de directeur général de la SASP.
Le FCN est géré exclusivement sous forme associative de sa création en 1943 jusqu'en 1992. Présidé successivement par les fondateurs Jean Le Guillou et Marcel Saupin jusqu'en 1958, puis par Jean Clerfeuille de 1959 à 1968, et par Louis Fonteneau de 1969 à 1986, le club connaît une fragilité financière chronique qui le plonge dans de graves difficultés en 1992, avec un déficit de 61,5 millions de francs qui le contraint, sous peine de rétrogradation en deuxième division, à se scinder en deux parties.
Chaque saison, le FC Nantes publie son budget prévisionnel de fonctionnement après validation auprès de la DNCG, l'instance qui contrôle l'état des finances des clubs français de football.
| Saison   | 2008-2009 | 2009-2010 | 2010-2011 | 2011-2012 | 2012-2013 | 2013-2014 | 2014-2015 | 2015-2016 | 2016-2017 | 2017-2018 | 2018-2019 | 2019-2020 | 2020-2021 | 2021-2022 | 2022-2023 |
| Budget   | 42 M€     | 30 M€     | 18 M€     | 18 M€     | 18 M€     | 32 M€     | 34 M€     | 38 M€     | 40 M€     | 45 M€     | 60 M€     | 70 M€     | 75 M€     | 65 M€     | 75 M€     |
| Division | Ligue 1   | Ligue 2   | Ligue 2   | Ligue 2   | Ligue 2   | Ligue 1   | Ligue 1   | Ligue 1   | Ligue 1   | Ligue 1   | Ligue 1   | Ligue 1   | Ligue 1   | Ligue 1   | Ligue 1   |

Le tableau suivant présente le résultat du club par saison.
Extrait du compte de résultat du FC Nantes en millions d'euros
| Saison    | Championnat | Produits | Produits | Produits | Produits | Produits | Produits | Produits | Charges | Charges | Rés. expl. | Mutation | Rés. net |
| Saison    | Championnat | Matchs   | Spons.   | Subv.    | TV       | Merch.   | Autres   | Total    | Rémun.  | Total   | Rés. expl. | Mutation | Rés. net |
| --------- | ----------- | -------- | -------- | -------- | -------- | -------- | -------- | -------- | ------- | ------- | ---------- | -------- | -------- |
| 2002-2003 | Ligue 1     | nc       | nc       | nc       | nc       | nc       | nc       | nc       | nc      | nc      | nc         | nc       | nc       |
| 2003-2004 | Ligue 1     | nc       | nc       | nc       | nc       | nc       | nc       | nc       | nc      | nc      | 1,600      | nc       | nc       |
| 2004-2005 | Ligue 1     | 7,510    | 8,377    | nc       | 11,750   | nc       | 9,766    | 37,403   | 24,496  | 47,436  | -10,033    | 2,826    | -9,692   |
| 2005-2006 | Ligue 1     | 7,414    | 8,585    | nc       | 20,926   | nc       | 6,836    | 43,761   | 24,935  | 45,759  | -1,998     | -3,593   | 2,230    |
| 2006-2007 | Ligue 1     | 7,448    | 8,862    | 632      | 16,490   | 378      | 5,464    | 39,274   | 21,381  | 53,445  | -14,171    | 4,578    | -3,853   |
| 2007-2008 | Ligue 2     | 3,818    | 4,829    | 672      | 8,532    | 177      | 6,897    | 25,881   | 15,484  | 41,950  | -16,069    | 6,444    | -2,716   |
| 2008-2009 | Ligue 1     | 7,103    | 6,616    | nc       | 15,821   | nc       | 2,950    | 32,491   | 31,655  | 53,651  | -21,160    | 1,693    | -0,066   |
| 2009-2010 | Ligue 2     | 1,921    | 3,628    | nc       | 7,344    | nc       | 3,259    | 16,151   | 19,351  | 35,788  | -19,637    | 1,846    | -0,192   |
| 2010-2011 | Ligue 2     | 1,416    | 2,662    | nc       | 6,026    | nc       | 1,819    | 14,225   | 12,695  | 23,787  | -11,864    | 2,369    | 0,040    |
| 2011-2012 | Ligue 2     | 1,848    | 2,587    | nc       | 5,087    | nc       | 2,400    | 11,921   | 13,724  | 24,640  | -12,719    | 3,224    | -12,137  |
| 2012-2013 | Ligue 2     | 3,474    | 2,810    | nc       | 5,940    | nc       | 4,073    | 16,297   | 13,410  | 23,967  | -7,670     | -0,336   | -0,223   |
| 2013-2014 | Ligue 1     | 9,774    | 7,334    | nc       | 17,921   | nc       | 1,990    | 37,019   | 18,706  | 35,052  | 1,967      | -0,038   | 0,371    |
| 2014-2015 | Ligue 1     | 8,980    | 7,499    | nc       | 16,399   | nc       | 1,585    | 34,463   | 17,329  | 33,023  | 1,441      | 0,414    | 0,137    |
| 2015-2016 | Ligue 1     | 7,991    | 8,028    | nc       | 17,537   | nc       | 1,013    | 34,568   | 22,213  | 41,397  | -6,829     | 15,787   | 0,533    |
| 2016-2017 | Ligue 1     | 6,820    | 8,114    | nc       | 27,550   | nc       | 1,073    | 43,557   | 26,769  | 44,468  | -0,911     | 3,910    | 0,457    |
| 2017-2018 | Ligue 1     | 7,670    | 9,124    | nc       | 26,065   | nc       | 3,595    | 46,454   | 37,660  | 61,159  | -14,705    | 14,483   | -0,139   |
| 2018-2019 | Ligue 1     | 7 838    | 9,676    | nc       | 27,502   | nc       | 6,080    | 51,096   | 41,780  | 76,248  | -25,153    | 27,505   | 0,516    |
| 2019-2020 | Ligue 1     | 7,634    | 8,559    | nc       | 18,297   | nc       | 2,227    | 36 717   | 36,016  | 63,051  | -26,334    | 17,638   | -1,157   |

Légende : Matchs = recettes matchs avec billetterie, Spons. = sponsors et publicités, Subv. = subventions des collectivités, TV = droits audiovisuels, Merch. = merchandising, Rémun. = rémunérations du personnel, Rés. expl. = résultat d'exploitation, Mutation = résultat exceptionnel (indemnités de mutation), Rés. net = résultat net.

#### Transferts les plus coûteux
Les deux tableaux ci-dessous synthétisent les dix plus grosses ventes et achats de joueurs dans l'histoire du club nantais.
| Rang | Joueur           | Montant | Provenance       | Date     |
| ---- | ---------------- | ------- | ---------------- | -------- |
| 1er  | Matthis Abline   | 10 M€   | Stade Rennais FC | 03.07.24 |
| 2e   | Anthony Limbombe | 8,25 M€ | Club Bruges      | 23.08.18 |
| 3e   | Ludovic Blas     | 8 M€    | EA Guingamp      | 02.09.19 |
| 4e   | Alban Lafont     | 7,5 M€  | ACF Fiorentina   | 29.04.21 |
| 5e   | Douglas Augusto  | 6,80 M€ | PAOK Salonique   | 12.08.23 |
| 6e   | Mostafa Mohamed  | 5,75 M€ | Galatasaray SK   | 05.06.23 |
| 7e   | Ariza Makukula   | 5,5 M€  | UD Salamanque    | 01.07.02 |
| 8e   | Stéphane Ziani   | 5,20 M€ | Girondins de Bdx | 01.07.01 |
| 9e   | Andy Delort      | 5 M€    | OGC Nice         | 01.07.23 |
| 9e   | Moses Simon      | 5 M€    | Levante UD       | 25.05.20 |

| Rang | Joueur           | Montant | Destination            | Date     |
| ---- | ---------------- | ------- | ---------------------- | -------- |
| 1er  | Nathan Zézé      | 20 M€   | Neom SC                | 01.08.25 |
| 2e   | Emiliano Sala    | 17 M€   | Cardiff City           | 19.01.19 |
| 3e   | Diego Carlos     | 15 M€   | Séville FC             | 03.06.19 |
| 4e   | Ludovic Blas     | 15 M€   | Stade Rennais FC       | 05.07.23 |
| 5e   | Valentin Rongier | 13 M€   | Olympique de Marseille | 04.09.19 |
| 6e   | Quentin Merlin   | 12 M€   | Olympique de Marseille | 26.01.24 |
| 7e   | Éric Carrière    | 12 M€   | Olympique Lyonnais     | 31.08.21 |
| 8e   | Imrân Louza      | 10 M€   | Watford FC             | 01.06.21 |
| 8e   | Jordan Veretout  | 10 M€   | Aston Villa            | 31.01.15 |
| 8e   | Mario Yepes      | 10 M€   | Paris Saint-Germain    | 28.06.04 |

## Culture populaire

### Supporters
Comme beaucoup de clubs de football professionnel, le FC Nantes dispose de groupes de supporters (une vingtaine de groupes selon le club). Le plus ancien est le groupe « Allez Nantes Canaris », en fait résultat de la fusion en 1976 de deux clubs : « Allez Nantes », fondé en 1946 et longtemps le seul club de supporters, proche de la direction, et « Les Canaris » fondé en 1972. La tribune Loire est animée par la « Brigade Loire » (plus important groupe de supporters) apparue en 1998-1999, avec pour référence le mouvement ultra,. Avant eux, d'autres groupes étaient présents dans la tribune Loire, dont le « Loire Side » créé en 1985. Après sa dissolution en 1990, les plus significatifs sont les « Urban Service » (1990-1998), les « Young Boys » (1991-1996) et à degré moindre les « Yellow Power » et « Original Fans ».
L'ambiance des matches à Nantes est souvent qualifiée de timide, déjà au stade Marcel-Saupin, comportement qui correspond aussi à une certaine exigence de la part de spectateurs réclamant du beau jeu. Cette attitude, qui permet des matches de très haute intensité dans les tribunes dans les saisons de réussite, mène cependant une partie des spectateurs à dénigrer ses propres joueurs à d'autres périodes, parfois de manière injuste, y compris en leur temps pour des joueurs comme Jean-Claude Suaudeau, Henri Michel, Omar Sahnoun et plus récemment pour des recrues, voire des jeunes joueurs, jugés décevants dès leurs premiers matches. La remontée du club en Ligue 1 en 2013-2014 amène un regain de ferveur du public nantais.
Les supporters nantais ne sont pas réputés pour leur violence, malgré quelques épisodes dans les années 1980 avec le « Loire Side » dissoute en 1990, et surtout dans les années 1990, notamment du fait du groupe « Urban Service » qui se réclame du mouvement hooligan. Des violences et des dégradations font leur retour, à l'encontre du club et de ses dirigeants, à l'occasion des relégations de 2007 et de 2009 et des actes de violence et de dégradation, pour un bilan de sept interpellations.
Grâce à des efforts de la direction du club, le public du FC Nantes est aujourd'hui réputé pour son bon esprit. Sa fidélité est également démontrée par l'affluence moyenne de 22 771 spectateurs par match lors de la saison de Ligue 2 en 2007-2008, ce qui aurait constitué la huitième affluence de Ligue 1, et représente la troisième affluence saisonnière de l'histoire de la deuxième division française, derrière Saint-Étienne en 1998-1999 et Lens en 2008-2009,.
Parmi les rivalités les plus marquantes, on note plusieurs derby et chocs, dus à une forte rivalité sportive ou régionale :
- Les matches contre le SCO Angers ont longtemps été les plus importants (notamment avant la montée en première division de 1963)[298], les deux villes étant très proche géographiquement.
- Les matches opposant le FC Nantes et l'AS Saint-Étienne, surnommée le Derby de la Loire[299] sont également considérés comme des grands chocs : ce sont les deux équipes qui ont dominé le football français de 1964 à 1984 : les deux équipes ont respectivement 8 et 10 titres de champions de France, ainsi que 4 et 6 Coupes de France. Bien que les deux clubs ne soient plus les meilleurs du championnat à l'heure actuelle, cette rivalité est toujours importante.
- La rivalité la plus forte et la plus durable est cependant le Derby de l'Atlantique entre Bordeaux et Nantes.
- Le derby avec le Stade rennais (le Derby breton) est quant à lui relativement récent, notamment en raison d'un enjeu sportif souvent assez faible : les publics des deux clubs sont au contraire historiquement assez proches[Note 18],[300]. Il prend cependant de plus en plus d'importance, notamment depuis la montée de Nantes en Ligue 1 en 2013, les supporters le considérant comme le match de la saison à absolument gagner.

### Relations avec les médias
Le Football Club de Nantes connaît dès sa naissance l'attention de la presse locale. Le quotidien Le Phare en fait mention dès le 6 avril 1943, avant même la finalisation de la création, et L'Ouest-Éclair évoque le club et le nom de son premier entraîneur, Aimé Nuic, le 30 avril. Le FC Nantes intéresse en revanche peu la presse nationale, même spécialisée. Il fait la « une » de France Football pour la première fois le 4 juin 1963 à l'occasion de la montée en première division,, et est ainsi affiché sur de nombreuses couvertures de presse dans les années 1960 à 1990 en raison de ses nombreux succès. Le jeu de l'équipe de José Arribas séduit notamment très vite la presse, qui voit en Nantes le « printemps du football français » et le successeur du Stade de Reims des grandes années. Le fameux magazine britannique World Soccer affiche même Philippe Gondet en jaune et vert sur sa « une » de février 1986. Dans les années 1970, la rivalité entre les Canaris et les Verts est un des thèmes récurrents du championnat. Pourtant, on perçoit encore à la fin de la décennie combien le FCN intéresse peu la presse plus habituée aux transferts spectaculaires ou aux crises répétées de clubs plus médiatiques (Marseille en tête), mais aussi aux succès européens de Saint-Étienne. Seuls le recrutement de quelques stars passionne les journalistes : Hugo Bargas, Robert Gadocha, Vahid Halilhodžić, Jorge Burruchaga ou plus récemment Fabien Barthez, ou encore le feuilleton du transfert raté de l'Israélien Mordechai Spiegler en 1970,.
Du fait de ses bons résultats, le FCN connaît de nombreuses retransmissions télévisées. Le 20 février 1965, la rencontre Nîmes-Nantes (0-3) est télévisée. La rencontre commentée par Thierry Roland et suivie par les téléspectateurs grâce à trois caméras, montre l'envol des Canaris vers leur premier titre : pour Miroir Sprint, « Nantes a crevé l'écran ». Nantes participe également à un autre événement lorsque le 9 novembre 1984, Canal+ diffuse son premier match de D1, Nantes-Monaco (1-0), commenté par Charles Biétry et Michel Denisot et suivi grâce à cinq caméras,.
Le recul des résultats du FCN entraîne une plus grande discrétion dans les médias nationaux, même si la majorité des matches décalés au lundi pour être retransmis sur Eurosport implique le FCN, ce qui entraîne des contestations de supporters d'autres équipes. La couverture médiatique locale reste quant à elle importante. La télévision locale Nantes 7, lancée en 2004 par la Socpresse alors actionnaire du club, consacre quotidiennement son Journal des Canaris à l'actualité du FCN, qui finance lui-même l'émission,, et réserve une bonne place au FCN dans ses autres émissions sportives. Les matches sont couverts de façon détaillée par la presse locale et ses sites Internet (Presse-Océan, Ouest-France, maville.com), et les matches sont retransmis en direct commenté par trois radios locales (Hit West, SUN et France Bleu Loire Océan). Enfin, depuis 2004, Nantes bénéficie d'une édition locale de l'hebdomadaire But!, comme six autres clubs français. Le club édite également son magazine, distribué les soirs de matches à domicile, et titré FCNantes magazine depuis 2008, ainsi que son site internet, créé en 2000 (fcna.fr) et devenu fcnantes.com fin 2007, qui diffuse également des reportages quotidiens sous le nom « FC Nantes TV ».

### Sondages de popularité
La popularité du FC Nantes semble en recul, si l'on se fie à trois sondages successifs organisés à ce sujet pour les clubs français. Un sondage d'août 2004 place le club en quatrième position avec 6 % de réponses spontanées et 7 % chez les personnes intéressées par le football (le FCN est en revanche loin en première position chez les « habitants du grand Ouest » avec 23 % de réponses spontanées). Un sondage comparable effectué en mars 2006 montre un net recul en huitième position, avec 3 % de réponses spontanées et 4 % chez les amateurs de football. Le FCN demeure en huitième place dans un sondage de février 2007 pour l'hebdomadaire France Football, mais avec un score plus réduit encore : 2 % de réponses spontanées, 2,1 % dans un échantillon large d'amateurs de football, 2,8 % dans un échantillon de plus passionnés. Par ailleurs, malgré la tradition du club, le FC Nantes est placé dixième du classement des clubs ayant le plus beau jeu. Les scores sont toujours très légèrement meilleurs chez les amateurs de football. En 2013 le FC Nantes est le club du championnat de France le plus apprécié des Français d'après un sondage commandé par France Football.

### Le FCN dans la culture
Le FC Nantes est évoqué dans différents contextes culturels, notamment dans ses périodes de succès sportifs.
Littérature
Dans son roman Jouer Juste (2003), l'écrivain François Bégaudeau imagine le discours d'un entraîneur à ses joueurs, à la mi-temps d'une finale de coupe d'Europe. Il fait clairement référence au FC Nantes et à Jean-Claude Suaudeau.
Le roman The FC Nantes Experiment, du Britannique Simon Rance (2006) raconte son immersion parmi les supporters nantais pendant une saison complète, avec son regard d'étranger, sur un mode proche d’Une saison de Vérone de Tim Parks. Ce roman n'a pas été traduit en français pour le moment.
Musique
Le groupe nantais Elmer Food Beat a sorti en 1991 un single à la gloire du FC Nantes : Du rififi dans la surface.
Le groupe de punk-rock Justin(e), d'origine nantaise, a consacré en 2008 un titre à l'entraîneur Jean-Claude Suaudeau. Le chanteur du groupe reprend en fin de morceau le commentaire du but de Patrice Loko en août 1994 contre le Paris Saint-Germain.
Le groupe nantais Andréas & Nicolas (Nicolas Patra du groupe Ultra Vomit) rendent hommage au FC Nantes dans leur chanson "Super champions" issu de l'album "Super chansons", les faisant d'ailleurs gagner la Coupe d'Europe des Clubs Champions contre le Réal Madrid.
En 1980, lors de son passage à Nantes au cours d'une tournée mondiale, Bob Marley and the Wailers ont disputé une partie de foot contre les pros du FC Nantes (Henri Michel, Jean-Paul Bertrand-Demanes, Gilles Rampillon, Patrice Rio, Loïc Amisse...) au centre d'entraînement de la Jonelière.
Cinéma
Dans Un dérangement considérable de Bernard Stora (2000), Jalil Lespert incarne un jeune footballeur qui signe un contrat au FC Nantes.
Dans le film Camping de Fabien Onteniente (2006), le personnage du quincaillier nantais Paul Gatineau (joué par Antoine Duléry) porte une casquette du FCNA.
Le film La Surface de réparation, réalisé par Franck Gastambide (2017), se passe principalement au centre d'entraînement de la Jonelière.
Bande dessinée
Le quatrième tome de la série Eric Castel, "Droit au but" (1981) de Raymond Reding et François Hughes, voit le FC Barcelone affronter le FC Nantes en demi-finale de Coupe d'Europe. Et dans le cinquième tome, le FC Nantes remporte la Coupe d'Europe aux dépens de Nottingham Forest.
Divers
En 1977, l'humoriste Coluche cite le FC Nantes dans son sketch sur le journal de 20 heures : « "En football, Nantes-Nice, match nul 6-4..." Ça veut dire que le match était sans intérêt, "Comment t'as trouvé le match ?" "Nul. bof..." »

## Autres équipes

### Section féminine
Maillots
Actualités
Dernière mise à jour : 11 août 2025.
À l'été 2012 est concrétisé le projet du club de créer une section féminine. Des équipes de jeunes sont d'abord mises en place, avec l'objectif de devenir un club féminin compétitif sur le plan national à long terme. L'équipe senior entre en compétition en 2014, en partant de la plus basse division, à savoir (3e division de district de loire-atlantique) à la suite d'échecs de rapprochement avec d'autres clubs de l'agglomération nantaise, dont le Nantes Saint-Herblain FF.
L'équipe progresse rapidement, terminant successivement en tête de la D3, la D2 et la D1 du district, jusqu'à accéder au niveau régional pour la saison 2017-2018. L'équipe s'illustre lors de cette saison en terminant une nouvelle fois en tête de son groupe en Régionale 2 (et en atteignant la finale de la Coupe des Pays de la Loire). Lors de la saison 2018-2019, l'équipe termine deuxième de Régionale 1 derrière Le Mans FC. Elle se qualifie ainsi pour les barrages d'accession à la D2, au cours desquels elle élimine le Paris CA puis Le Mans FC, accédant ainsi au niveau national pour la première fois de son histoire, 5 ans après la mise en place de l'équipe senior.
Le 30 juillet 2021, le club annonce la nomination de Mathieu Ricoul, jusque-là entraîneur adjoint et entraîneur des gardiennes au poste d’entraîneur principal, en lieu et place de Tanguy Fétiveau qui dirigeait l'équipe depuis juin 2017.

### Section masculin U19
| Compétitions nationales | Compétitions internationales                |
| - Championnat de France U19 (2) - Champion : 2022, 2023 - Vice-Champion : 2013, 2015 - Coupe Gambardella (3) - Champion : 1974, 1975, 2002 - Vice-Champion : 1986, 1996, 2009 | - UEFA Youth League - Demi-finalise : 2024. |

### Section masculin U17
| Compétitions nationales                                                                    | Compétitions internationales |
| - Championnat de France U17 (2) - Champion : 1991, 2019 - Vice-Champion : 2005, 2013, 2015 | - Tournoi de Montaigu (10) - Champion : 1978, 1982, 1988, 1990, 1992, 1994, 1996, 2011, 2015 et 2024. - - Vice-Champion : 1984, 2002, 2004 et 2014 |

### Ex-Canaris Nantais
L'association « Ex-Canaris Nantais » est fondée en 1999 pour encadrer l'équipe des vétérans du FC Nantes, dont l'équipe est active depuis des années. Ils sont présidés par Jean-René Toumelin, ancien président du club. Les Ex-Canaris jouent divers matches de bienfaisance, essentiellement dans la région nantaise, mais se sont également élevés en 2007 contre la politique de la direction du club, à l'époque présidé par Rudi Roussillon.